# Liste der Gipfel der Allgäuer Alpen
Die Liste der Gipfel der Allgäuer Alpen nennt mit Namen und Höhenkote versehene Berge und Gipfel in den Allgäuer Alpen, die eine Schartenhöhe von 30 Metern überragen und eine Dominanz von gerundet 100 Metern und mehr besitzen.

## Legende
- Nr.: Rangfolge nur für die ersten vierzehn Gipfel, da diese gesichert ist. Die Gipfel sind der Höhe nach geordnet.
- Name: In der Literatur verwendeter Name.
- Höhe: Höhe des Gipfelpunktes in Meter. Je nach Lage in Normalhöhennull (Deutschland) oder Meter über Adria (Österreich).[Anm. 2]
- Gruppe: Zuordnung zu einer der Untergruppen innerhalb der Allgäuer Alpen. Die Hauptgipfel einer Untergruppe sind farbig hervorgehoben.
- Lage: Staat in dem sich der Gipfel befindet.
- Schartenhöhe: Die Schartenhöhe ist die Höhendifferenz zwischen Gipfelhöhe und der höchstgelegenen Einschartung, bis zu der man mindestens absteigen muss, um einen höheren Gipfel zu erreichen. Angegeben in Meter mit Bezugspunkt.
- Dominanz: Die Dominanz beschreibt den Radius des Gebietes, das der Berg überragt. Angegeben in Kilometer mit Bezugspunkt (Gerundet auf 100 Meter nach mathematischen Regeln).
- Bild: Abbildung des jeweiligen Berges.

## Gipfel
Durch klicken auf das Symbol im Spaltenkopf ist die Tabelle sortierbar. Alle Angaben sind den angegebenen Quellen entnommen.
| Nr. | Name                                   | Höhe (m) | Gruppe                          | Lage                    | Schartenhöhe (m)                                       | Dominanz (km)                 | Bild                                                    |
| --- | -------------------------------------- | -------- | ------------------------------- | ----------------------- | ------------------------------------------------------ | ----------------------------- | ------------------------------------------------------- |
| 1   | Großer Krottenkopf                     | 2656     | Hornbachkette                   | Österreich              | 979 Hochtannbergpass                                   | 10,7 Holzgauer Wetterspitze   | Großer Krottenkopf (2657 m)                             |
| 2   | Hohes Licht                            | 2651     | Zentraler Hauptkamm             | Österreich              | 678 Mädelejoch                                         | 7,0 Großer Krottenkopf        | Hohes Licht (2651 m)                                    |
| 3   | Hochfrottspitze                        | 2649     | Zentraler Hauptkamm             | Deutschland/ Österreich | 203 Socktalscharte                                     | 2,3 Hohes Licht               | Hochfrottspitze (2649 m)                                |
| 4   | Mädelegabel                            | 2645     | Zentraler Hauptkamm             | Deutschland/ Österreich | 81 Einschartung zur Hochfrottspitze                    | 0,4 Hochfrottspitze           | Mädelegabel (2645 m)                                    |
| 5   | Urbeleskarspitze                       | 2632     | Hornbachkette                   | Österreich              | 375 Schönecker Scharte                                 | 8,9 Großer Krottenkopf        | Urbeleskarspitze (2632 m)                               |
| 6   | Steinschartenkopf                      | 2615     | Zentraler Hauptkamm             | Österreich              | 73 Kleine Steinscharte                                 | 0,4 Hohes Licht               | Steinschartenkopf (2615 m)                              |
| 7   | Bockkarkopf                            | 2609     | Zentraler Hauptkamm             | Deutschland/ Österreich | 105 Bockkarscharte                                     | 0,8 Hochfrottspitze           | Bockkarkopf (2609 m)                                    |
| 8   | Marchspitze                            | 2609     | Hornbachkette                   | Österreich              | 167 Spiehlerscharte                                    | 1,4 Großer Krottenkopf        | Marchspitze (2609 m)                                    |
| 9   | Bretterspitze                          | 2608     | Hornbachkette                   | Österreich              | 174 Schwärzerscharte                                   | 0,7 Urbeleskarspitze          | Bretterspitze (2609 m, links)                           |
| 10  | Biberkopf                              | 2599     | Zentraler Hauptkamm             | Deutschland/ Österreich | 337 Große Steinscharte                                 | 3,5 Hohes Licht               | Biberkopf (2599 m)                                      |
| 11  | Trettachspitze                         | 2595     | Zentraler Hauptkamm             | Deutschland             | 145 Trettachscharte                                    | 0,4 Mädelegabel               | Trettachspitze (2595 m)                                 |
| 12  | Noppenspitze                           | 2594     | Hornbachkette                   | Österreich              | 124 Einschartung zwischen Sattel- & Wolekleskarspitze  | 1,7 Bretterspitze             | Noppenspitze (2594 m)                                   |
| 13  | Hochvogel                              | 2592     | Hochvogel- und Rosszahngruppe   | Deutschland/ Österreich | 572 Hornbachjoch                                       | 5,4 Urbeleskarspitze          | Hochvogel (2592 m)                                      |
| 14  | Kreuzkarspitze                         | 2587     | Hornbachkette                   | Österreich              | 129 Einschartung zur Noppenspitze                      | 1,2 Noppenspitze              | Kreuzkarspitze (2587 m)                                 |
|     | Öfnerspitze                            | 2576     | Hornbachkette                   | Deutschland/ Österreich | 137 Marchergang                                        | 0,6 Großer Krottenkopf        | Öfnerspitze (2576 m, Mitte)                             |
|     | Gliegerkarspitze                       | 2575     | Hornbachkette                   | Österreich              | 107 Einschartung zur Bretterspitze                     | 0,5 Bretterspitze             | Gliegerkarspitze (2575 m)                               |
|     | Wasserfallkarspitze                    | 2557     | Hornbachkette                   | Österreich              | 211 Einschartung zur Zwölferspitze                     | 1,4 Urbeleskarspitze          | Wasserfallkarspitze (2557 m)                            |
|     | Ellbogner Spitze                       | 2552     | Zentraler Hauptkamm             | Österreich              | 117 Hochalpscharte                                     | 1,6 Hohes Licht               | Ellbogner Spitze (2552 m, rechts)                       |
|     | Nördliche Ilfenspitze                  | 2552     | Hornbachkette                   | Österreich              | 136 Marchscharte                                       | 1,0 Marchspitze               | Nördliche Ilfenspitze (2552 m)                          |
|     | Sattelkarspitze                        | 2552     | Hornbachkette                   | Österreich              | 58 Einschartung zur Noppenspitze                       | 0,4 Noppenspitze              | Sattelkarspitze (2552 m, Mitte)                         |
|     | Krottenspitze                          | 2551     | Hornbachkette                   | Deutschland/ Österreich | 83 Einschartung zur Öfnerspitze                        | 0,4 Öfnerspitze               | Krottenspitze (2551 m)                                  |
|     | Wilder Kasten                          | 2542     | Zentraler Hauptkamm             | Österreich              | 122 Einschartung zur Peischelspitze                    | 1,2 Ellbogner Spitze          | Wilder Kasten (2542 m)                                  |
|     | Südliche Ilfenspitze                   | 2535     | Hornbachkette                   | Österreich              | 105 Einschartung zum Nordgipfel                        | 0,2 Nordgipfel                | Südliche Ilfenspitze (2535 m)                           |
|     | Großer Widderstein                     | 2533     | Südöstliche Walsertaler Berge   | Österreich              | 845 Schrofenpass                                       | 6,0 Mohnenfluh                | Großer Widderstein (2533 m)                             |
|     | Hornbachspitze                         | 2533     | Hornbachkette                   | Österreich              | 90 Hermannskarscharte                                  | 0,3 Großer Krottenkopf        | Hornbachspitze (2533 m)                                 |
|     | Ramstallspitze                         | 2533     | Hornbachkette                   | Österreich              | 183 Krottenkopfscharte                                 | 0,8 Großer Krottenkopf        | Ramstallspitze (2536 m)                                 |
|     | Wolekleskarspitze                      | 2522     | Hornbachkette                   | Österreich              | 42 Einschartung zur Gliegerkarspitze                   | 0,2 Gliegerkarspitze          | Wolekleskarspitze (2522 m)                              |
|     | Peischelspitze                         | 2512     | Zentraler Hauptkamm             | Österreich              | 72 Klotzemann Scharte                                  | 0,7 Ellbogner Spitze          | Peischelspitze (2512 m)                                 |
|     | Balschtespitze                         | 2499     | Hornbachkette                   | Österreich              | 39 Einschartung zur Kreuzkarspitze                     | 0,3 Kreuzkarspitze            | Balschtespitze (2499 m)                                 |
|     | Schwellenspitze                        | 2496     | Hornbachkette                   | Österreich              | 88 Einschartung zur Wasserfallkarspitze                | 0,6 Wasserfallkarspitze       | Schwellenspitze (2496 m)                                |
|     | Westliche Plattenspitze                | 2489     | Hornbachkette                   | Österreich              | 29 Einschartung zur Südlichen Ilfenspitze              | 0,4 Südliche Ilfenspitze      |                                                         |
|     | Wildmahdspitze                         | 2489     | Zentraler Hauptkamm             | Österreich              | 89 Einschartung zum Wilden Kasten                      | 0,7 Wilder Kasten             | Wildmahdspitze (2489 m)                                 |
|     | Rotgundspitze                          | 2485     | Zentraler Hauptkamm             | Deutschland/ Österreich | 135 Einschartung zum Wilden Mann                       | 0,7 Wilder Mann               | Rotgundspitze (2485 m, Mitte)                           |
|     | Krottenspitze Krummer Turm             | 2477     | Hornbachkette                   | Deutschland             | 50 Einschartung zur Krottenspitze                      | 0,1 Krottenspitze             | Krummer Turm (2477 m, Mitte)                            |
|     | Hermannskarspitze                      | 2472     | Hornbachkette                   | Österreich              | 81 Putzscharte                                         | 0,4 Marchspitze               | Hermannskarspitze (2527 m)                              |
|     | Rappenseekopf                          | 2469     | Zentraler Hauptkamm             | Deutschland/ Österreich | 149 Einschartung zum Hochrappenkopf                    | 1,1 Rotgundspitze             | Rappenseekopf (2468 m)                                  |
|     | Klimmspitze                            | 2464     | Hornbachkette                   | Österreich              | 186 Einschartung zur Schwellenspitze                   | 1,1 Schwellenspitze           | Klimmspitze (2464 m, links)                             |
|     | Hochgundspitze                         | 2460     | Zentraler Hauptkamm             | Deutschland/ Österreich | 181 Einschartung zum Rappenseekopf                     | 0,5 Rotgundspitze             | Hochgundspitze (2460 m, links)                          |
|     | Linkerskopf                            | 2459     | Zentraler Hauptkamm             | Deutschland             | 45 Einschartung zur Rotgundspitze                      | 0,3 Rotgundspitze             | Linkerskopf (2459 m)                                    |
|     | Nördliche Wolfebnerspitze              | 2432     | Hornbachkette                   | Österreich              | 64 Wolfebner Schartl                                   | 0,3 Östliche Plattenspitze    |                                                         |
|     | Muttekopf                              | 2431     | Zentraler Hauptkamm             | Österreich              | 162 Einschartung zur Wildmahdspitze                    | 1,2 Wildmahdspitze            | Muttekopf (2431 m, links)                               |
|     | Kratzer                                | 2428     | Zentraler Hauptkamm             | Deutschland/ Österreich | 225 Kratzerjoch                                        | 1,7 Mädelegabel               | Kratzer (2428 m)                                        |
|     | Hochrappenkopf                         | 2425     | Zentraler Hauptkamm             | Deutschland/ Österreich | 106 Einschartung zum Rappenseekopf                     | 0,6 Rappenseekopf             | Hochrappenkopf (2460 m, links)                          |
|     | Nördlicher Söllerkopf                  | 2402     | Hornbachkette                   | Österreich              | 54 Einschartung zur Kreuzkarspitze                     | 0,2 Kreuzkarspitze            |                                                         |
|     | Rothornspitze                          | 2393     | Hornbachkette                   | Österreich              | 122 Gumpensattel                                       | 1,2 Ramstallspitze            | Rothornspitze (2393 m)                                  |
|     | Balschteturm                           | 2390     | Hornbachkette                   | Österreich              | 30 Einschartung zur Balschtespitze                     | 0,1 Balschtespitze            |                                                         |
|     | Südlicher Söllerkopf                   | 2390     | Hornbachkette                   | Österreich              | 65 Einschartung zum Nordgipfel                         | 0,5 Kreuzkarspitze            |                                                         |
|     | Strahlkopf                             | 2388     | Hornbachkette                   | Österreich              | 83 Karjoch                                             | 0,5 Rothornspitze             | Strahlkopf (2388 m, rechts)                             |
|     | Elfer                                  | 2387     | Südöstliche Walsertaler Berge   | Österreich              | 416 Gemstelpass                                        | 3,5 Großer Widderstein        | Elferkopf (2387 m)                                      |
|     | Liechelkopf                            | 2384     | Südöstliche Walsertaler Berge   | Deutschland/ Österreich | 64 Einschartung zum Elferkopf                          | 0,7 Elferkopf                 | Liechelkopf (2384 m, links)                             |
|     | Rauheck                                | 2384     | Höfats- und Rauheckgruppe       | Deutschland/ Österreich | 183 Sattel im Märzle                                   | 2,9 Westl. Faulewandspitze    | Rauheck (2387 m, links)                                 |
|     | Großer Wilder Hauptgipfel              | 2379     | Hochvogel- und Rosszahngruppe   | Deutschland/ Österreich | 212 Einschartung zum Vorderen Wilden                   | 3,3 Rauheck                   | Großer Wilder (2379 m)                                  |
|     | Kreuzeck                               | 2376     | Höfats- und Rauheckgruppe       | Deutschland             | 115 Sattel (zum Rauheck)                               | 1,2 Rauheck                   | Kreuzeck (2376 m)                                       |
|     | Muttlerkopf                            | 2368     | Hornbachkette                   | Österreich              | 45 Einschartung zur Öfnerspitze                        | 0,3 Öfnerspitze               | Muttlerkopf (2368 m)                                    |
|     | Kreuzspitze                            | 2367     | Hochvogel- und Rosszahngruppe   | Deutschland/ Österreich | 86 Kaltwinkelscharte                                   | 0,2 Hochvogel                 | Kreuzspitze (2367 m)                                    |
|     | Geißhorn                               | 2366     | Südöstliche Walsertaler Berge   | Deutschland/ Österreich | 186 Einschartung zum Liechelkopf                       | 1,0 Liechelkopf               | Geißhorn (2366 m)                                       |
|     | Großer Wilder Südgipfel                | 2359     | Hochvogel- und Rosszahngruppe   | Deutschland/ Österreich | 40 Einschartung zum Hauptgipfel                        | 0,3 Hauptgipfel               |                                                         |
|     | Großer Rosszahn                        | 2356     | Hochvogel- und Rosszahngruppe   | Österreich              | 317 Fuchsensattel                                      | 2,2 Hochvogel                 | Großer Rosszahn (2356 m)                                |
|     | Kluppenkarkopf                         | 2355     | Hochvogel- und Rosszahngruppe   | Österreich              | 67 Einschartung zum Großen Rosszahn                    | 0,3 Großer Rosszahn           | Kluppenkarkopf (2355 m, Mitte links)                    |
|     | Stallkarspitze                         | 2350     | Hochvogel- und Rosszahngruppe   | Österreich              | 248 Rosskarscharte                                     | 2,5 Kluppenkarkopf            | Stallkarspitze (2350 m)                                 |
|     | Jochumkopf                             | 2337     | Hochvogel- und Rosszahngruppe   | Österreich              | 83 Einschartung zum Kluppenkarkopf                     | 0,5 Kluppenkarkopf            | Jochumkopf (2337 m, Mitte rechts)                       |
|     | Obere Schießmauer                      | 2334     | Hornbachkette                   | Österreich              | 14 Einschartung zur Gliegerkarspitze                   | 0,1 Gliegerkarspitze          |                                                         |
|     | Bretterkarspitze                       | 2324     | Hornbachkette                   | Österreich              | 31 Bretterscharte                                      | 0,1 Kreuzkarspitze            |                                                         |
|     | Schöneckerkopf                         | 2322     | Hornbachkette                   | Österreich              | 42 Einschartung zu den Plattenspitzen                  | 0,5 Plattenspitzen            |                                                         |
|     | Dritter Schafalpenkopf                 | 2320     | Südöstliche Walsertaler Berge   | Deutschland             | 217 Kemptner Scharte                                   | 2,9 Elfer                     | Dritter Schafalpenkopf (2320 m)                         |
|     | Fuchskarspitze                         | 2314     | Hochvogel- und Rosszahngruppe   | Deutschland/ Österreich | 142 Balkenscharte                                      | 0,7 Kreuzspitze               | Fuchskarspitze (2314 m)                                 |
|     | Kleiner Rosszahn                       | 2312     | Hochvogel- und Rosszahngruppe   | Österreich              | 81 Einschartung zum Großen Rosszahn                    | 0,6 Großer Rosszahn           | Kleiner Rosszahn (2312 m)                               |
|     | Kleiner Wilder                         | 2306     | Hochvogel- und Rosszahngruppe   | Deutschland/ Österreich | 141 Wildenscharte                                      | 0,4 Großer Wilder             | Kleiner Wilder (2306 m, Mitte)                          |
|     | Zweiter Schafalpenkopf                 | 2302     | Südöstliche Walsertaler Berge   | Deutschland/ Österreich | 122 Einschartung zum Dritten Schafalpenkopf            | 0,6 Dritter Schafalpenkopf    | Zweiter Schafalpenkopf (2302 m)                         |
|     | Westliche Rosskarspitze                | 2292     | Hochvogel- und Rosszahngruppe   | Österreich              | 141 Einschartung zwischen Ostgipfel und Haarige Rücken | 1,0 Jochumkopf                | Westliche Rosskarspitze (2292 m, Mitte rechts)          |
|     | Östliche Rosskarspitze                 | 2291     | Hochvogel- und Rosszahngruppe   | Österreich              | 31 Einschartung zum Westgipfel                         | 0,3 Westgipfel                | Östliche Rosskarspitze (2292 m, Mitte links)            |
|     | Weittalkopf                            | 2289     | Hochvogel- und Rosszahngruppe   | Deutschland/ Österreich | 39 Einschartung zur Kreuzspitze                        | 0,1 Kreuzspitze               | Weittalkopf (2289 m)                                    |
|     | Kreuzkopf                              | 2287     | Hochvogel- und Rosszahngruppe   | Deutschland/ Österreich | 49 Einschartung zum Weittalkopf                        | 0,7 Kreuzspitze               | Kreuzkopf (2287 m)                                      |
|     | Kesselspitze                           | 2284     | Hochvogel- und Rosszahngruppe   | Deutschland/ Österreich | 96 Einschartung zur Fuchskarspitze                     | 1,0 Fuchskarspitze            | Kesselspitze (2284 m)                                   |
|     | Muttekopf                              | 2284     | Höfats- und Rauheckgruppe       | Österreich              | 94 Hellscharte                                         | 0,7 Rauheck                   |                                                         |
|     | Großer Daumen                          | 2280     | Daumengruppe                    | Deutschland             | 354 Einschartung zwischen Zeiger & Großem Seekopf      | 6,4 Kesselspitze              | Großer Daumen (2280 m)                                  |
|     | Kleiner Rappenkopf                     | 2276     | Zentraler Hauptkamm             | Deutschland             | 45 Einschartung zum Hochrappenkopf                     | 0,2 Hochrappenkopf            | Kleiner Rappenkopf (2276 m)                             |
|     | Leilachspitze                          | 2274     | Vilsalpseeberge                 | Österreich              | 399 Kastenjoch                                         | 6,6 Stallkarspitze            | Leilachspitze (2276 m)                                  |
|     | Erster Schafalpenkopf                  | 2272     | Südöstliche Walsertaler Berge   | Deutschland/ Österreich | 102 Einschartung zum Zweiten Schafalpenkopf            | 0,5 Zweiter Schafalpenkopf    | Erster Schafalpenkopf (2272 m)                          |
|     | Fürschießer                            | 2271     | Hornbachkette                   | Deutschland             | 63 Fürschießersattel                                   | 0,7 Krottenspitze             | Fürschießer (2271 m)                                    |
|     | Glasfelderkopf                         | 2270     | Hochvogel- und Rosszahngruppe   | Deutschland/ Österreich | 107 Bockkarscharte                                     | 0,4 Kesselspitz               | Glasfelderkopf (2270 m, rechts)                         |
|     | Schneck                                | 2268     | Daumengruppe                    | Deutschland             | 261 Himmelecksattel                                    | 1,6 Großer Wilder             | Schneck (2268 m)                                        |
|     | Angererkopf                            | 2263     | Südöstliche Walsertaler Berge   | Deutschland/ Österreich | 43 Einschartung zum Liechelkopf                        | 0,3 Liechelkopf               | Angererkopf (2263 m, Mitte)                             |
|     | Rotwand                                | 2262     | Hornbachkette                   | Österreich              | 36 Balschte-Sattel                                     | 0,1 Südlicher Söllerkopf      | Rotwand (2262 m)                                        |
|     | Oberstdorfer Hammerspitze              | 2260     | Südöstliche Walsertaler Berge   | Deutschland/ Österreich | 225 Fiderepass                                         | 0,9 Dritter Schafalpenkopf    | Hammerspitze (2260 m)                                   |
|     | Höfats Südostgipfel                    | 2259     | Höfats- und Rauheckgruppe       | Deutschland             | 478 Älplesattel                                        | 2,7 Kleiner Wilder            | Höfats (2259 m)                                         |
|     | Höfats Zweiter Gipfel                  | 2259     | Höfats- und Rauheckgruppe       | Deutschland             | 52 Höfatsscharte                                       | 0,2 Südostgipfel              | Höfats-Zweiter Gipfel (2258 m, zweite Spitze von links) |
|     | Höfats Mittelgipfel                    | 2257     | Höfats- und Rauheckgruppe       | Deutschland             | 30 Einschartung zum Südostgipfel                       | 0,1 Südostgipfel              | Höfats-Mittelgipfel (2257 m, Mitte)                     |
|     | Haarige Rücken                         | 2254     | Hochvogel- und Rosszahngruppe   | Österreich              | 14 Einschartung zur Stallkarspitze                     | 0,2 Stallkarspitze            |                                                         |
|     | Hochgehrenspitze                       | 2251     | Südöstliche Walsertaler Berge   | Deutschland/ Österreich | 31 Einschartung zur Oberstdorfer Hammerspitze          | 0,3 Oberstdorfer Hammerspitze | Hochgehrenspitze (2251 m)                               |
|     | Gaishorn                               | 2247     | Vilsalpseeberge                 | Österreich              | 368 Notländ-Sattel                                     | 6,2 Leilachspitze             | Gaishorn (2247 m)                                       |
|     | Rauhhorn                               | 2240     | Vilsalpseeberge                 | Deutschland/ Österreich | 152 Gaiseckjoch                                        | 1,4 Gaishorn                  | Rauhhorn (2240 m)                                       |
|     | Vorderer Wilder                        | 2240     | Hochvogel- und Rosszahngruppe   | Deutschland/ Österreich | 37 Einschartung zur Kreuzspitze                        | 0,8 Kreuzspitze               |                                                         |
|     | Kellenspitze                           | 2238     | Tannheimer Berge                | Österreich              | 1102 Nesselwängle                                      | 9,3 Leilachspitze             | Kellenspitze (2238 m)                                   |
|     | Kleiner Widderstein                    | 2236     | Südöstliche Walsertaler Berge   | Österreich              | 136 Karlstor                                           | 0,5 Großer Widderstein        | Kleiner Widderstein (2236 m)                            |
|     | Westlicher Wengenkopf                  | 2235     | Daumengruppe                    | Deutschland             | 138 Einschartung zum Großen Daumen                     | 2,7 Großer Daumen             | Westlicher Wengenkopf (2235 m)                          |
|     | Jochspitze                             | 2232     | Höfats- und Rauheckgruppe       | Deutschland/ Österreich | 136 Lechler Kanz                                       | 0,9 Großer Wilder             | Jochspitze (2232 m)                                     |
|     | Hoher Ifen                             | 2229     | Nordwestliche Walsertaler Berge | Deutschland/ Österreich | 477 Gerachsattel                                       | 7,5 Kleiner Widderstein       | Hoher Ifen (2229 m)                                     |
|     | Jöchelspitze                           | 2226     | Hornbachkette                   | Österreich              | 68 Rothornjoch                                         | 0,7 Rothornspitze             | Jöchelspitze (2226 m)                                   |
|     | Nebelhorn                              | 2224     | Daumengruppe                    | Deutschland             | 24 Einschartung zum Westl. Wengenkopf                  | 0,5 Westl. Wengenkopf         | Nebelhorn (2224 m)                                      |
|     | Zwölfer                                | 2224     | Südöstliche Walsertaler Berge   | Österreich              | 44 Einschartung zum Elfer                              | 0,4 Elfer                     | Zwölfer (2224 m)                                        |
|     | Haldenspitze                           | 2220     | Hochvogel- und Rosszahngruppe   | Österreich              | 20 Einschartung zur Stallkarspitze                     | 0,6 Stallkarspitze            |                                                         |
|     | Östlicher Wengenkopf                   | 2207     | Daumengruppe                    | Deutschland             | 63 Einschartung zum Westgipfel                         | 0,7 Westgipfel                | Östlicher Wengenkopf (2207 m)                           |
|     | Häselgehrberg Pfeiler                  | 2206     | Hornbachkette                   | Österreich              | 113 Luxnacher Sattel                                   | 0,8 Noppenspitze              | Häselgehrberg (2206 m)                                  |
|     | Schreierkopf                           | 2198     | Hornbachkette                   | Österreich              | 75 Kreuzkarscharte                                     | 0,5 Balschtespitze            |                                                         |
|     | Klupperkarturm                         | 2200     | Hochvogel- und Rosszahngruppe   | Österreich              | 60 Einschartung zum Klupperkarkopf                     | 0,4 Klupperkarkopf            |                                                         |
|     | Kleiner Daumen                         | 2197     | Daumengruppe                    | Deutschland             | 37 Daumenscharte                                       | 0,5 Großer Daumen             | Kleiner Daumen (2197 m)                                 |
|     | Rotkopf                                | 2194     | Daumengruppe                    | Deutschland             | 83 Gemswännele                                         | 0,5 Schneck                   | Rotkopf (2190 m)                                        |
|     | Kemptner Kopf                          | 2191     | Südöstliche Walsertaler Berge   | Deutschland/ Österreich | 87 Einschartung zum Ersten Schafalpenkopf              | 0,6 Erster Schafalpenkopf     | Kemptner Kopf (2191 m)                                  |
|     | Heiterberg                             | 2188     | Südöstliche Walsertaler Berge   | Österreich              | 250 Hochalppass                                        | 2,6 Großer Widderstein        | Heiterberg (2188 m)                                     |
|     | Auf der Mutte                          | 2187     | Hornbachkette                   | Österreich              | 47 Einschartung zur Rothornspitze                      | 0,5 Rothornspitze             | Auf der Mutte (2187 m)                                  |
|     | Krottenköpfe                           | 2180     | Vilsalpseeberge                 | Österreich              | 120 Einschartung zur Leilachspitze                     | 0,8 Leilachspitze             | Krottenköpfe (2180 m)                                   |
|     | Laufbacher Eck                         | 2178     | Daumengruppe                    | Deutschland             | 33 Laufbachereck-Sattel                                | 0,1 Rotkopf                   | Laufbacher Eck (2178 m)                                 |
|     | Alpgundkopf                            | 2177     | Südöstliche Walsertaler Berge   | Deutschland             | 172 Roßgundscharte                                     | 1,4 Saubuckelkopf             | Alpgundkopf (2177 m, Bildmitte)                         |
|     | Gimpel                                 | 2173     | Tannheimer Berge                | Österreich              | 166 Nesselwängler Scharte                              | 0,9 Kellenspitze              | Gimpel (2173 m)                                         |
|     | Walser Hammerspitze (vormals Schüsser) | 2170     | Südöstliche Walsertaler Berge   | Deutschland/ Österreich | 30 Einschartung zur Hochgehrenspitze                   | 0,7 Hochgehrenspitze          | Walser Hammerspitze (2170 m)                            |
|     | Griesgundkopf                          | 2164     | Südöstliche Walsertaler Berge   | Deutschland             | 36 Einschartung zum Alpgundkopf                        | 0,2 Alpgundkopf               | Giesgundkopf (2164 m, links)                            |
|     | Gehrenspitze                           | 2163     | Tannheimer Berge                | Österreich              | 305 Gehrenjoch                                         | 1,8 Kellenspitze              | Gehrenspitze (2163 m)                                   |
|     | Nördliches Höllhorn                    | 2145     | Hochvogel- und Rosszahngruppe   | Deutschland/ Österreich | 78 Einschartung zum Kleinen Wilden                     | 0,1 Kleiner Wilder            | Nördliches Höllhorn (2145 m, rechts)                    |
|     | Südliches Höllhorn                     | 2145     | Hochvogel- und Rosszahngruppe   | Deutschland/ Österreich | 78 Einschartung zum Kleinen Wilden                     | 0,2 Kleiner Wilder            | Südliches Höllhorn (2145 m, links)                      |
|     | Roßgundkopf                            | 2139     | Südöstliche Walsertaler Berge   | Deutschland             | 67 Alpgundscharte                                      | 0,3 Alpgundkopf               | Roßgundkopf (2139 m)                                    |
|     | Üntschenspitze                         | 2135     | Nordwestliche Walsertaler Berge | Österreich              | 281 Üntschenpass                                       | 3,3 Heiterberg                | Üntschenspitze (2135 m)                                 |
|     | Kälbelespitze                          | 2135     | Vilsalpseeberge                 | Deutschland/ Österreich | 208 Kirchendachsattel                                  | 2,8 Rauhhorn                  | Kälbelespitze (2135 m)                                  |
|     | Höferspitze                            | 2131     | Südöstliche Walsertaler Berge   | Österreich              | 76 Einschartung zum Heiterberg                         | 0,8 Heiterberg                | Höferspitze (2131 m)                                    |
|     | Rote Spitze                            | 2130     | Vilsalpseeberge                 | Österreich              | 175 Steinkarscharte                                    | 2,2 Kälbelespitze             | Rote Spitze (2130 m, links)                             |
|     | Kastenkopf                             | 2129     | Vilsalpseeberge                 | Deutschland/ Österreich | 50 Einschartung zur Kälbelespitze                      | 0,3 Kälbelespitze             | Kastenkopf (2129 m)                                     |
|     | Kugelhorn                              | 2126     | Vilsalpseeberge                 | Deutschland/ Österreich | 161 Hintere Schafwanne                                 | 0,9 Rauhhorn                  | Kugelhorn (2126 m)                                      |
|     | Lachenspitze                           | 2126     | Vilsalpseeberge                 | Deutschland/ Österreich | 171 Steinkarjoch                                       | 1,4 Krottenköpfe              | Lachenspitze (2126 m)                                   |
|     | Lahnerkopf                             | 2121     | Vilsalpseeberge                 | Deutschland/ Österreich | 133 Lahnerscharte                                      | 0,7 Kastenkopf                | Lahnerkopf (2121 m)                                     |
|     | Himmelhorn                             | 2111     | Daumengruppe                    | Deutschland             | 31 Einschartung zum Schneck                            | 0,1 Schneck                   | Himmelhorn (2111 m)                                     |
|     | Lachenkopf                             | 2111     | Daumengruppe                    | Deutschland             | 112 Einschartung zum Laufbacher Eck                    | 0,6 Laufbacher Eck            | Lachenkopf (2111 m)                                     |
|     | Seebichel                              | 2111     | Zentraler Hauptkamm             | Deutschland             | 31 Einschartung zum Linkerskopf                        | 0,5 Linkerskopf               | Seebichel (2111 m)                                      |
|     | Rote Flüh                              | 2108     | Tannheimer Berge                | Österreich              | 108 Judenscharte                                       | 0,3 Gimpel                    | Rote Flüh (2163 m)                                      |
|     | Grubachspitze                          | 2100     | Hochvogel- und Rosszahngruppe   | Österreich              | 40 Einschartung zur Stallkarspitze                     | 0,3 Stallkarspitze            |                                                         |
|     | Schochen                               | 2100     | Daumengruppe                    | Deutschland             | 60 Einschartung zum Lachenkopf                         | 0,8 Laufbacher Eck            | Schochen (2100 m)                                       |
|     | Sattelkopf                             | 2097     | Hochvogel- und Rosszahngruppe   | Deutschland/ Österreich | 78 Einschartung zur Lärchwand                          | 0,8 Lärchwand                 | Sattelkopf (2097 m)                                     |
|     | Kleiner Seekopf                        | 2096     | Daumengruppe                    | Deutschland             | 88 Einschartung zum Schochen                           | 0,9 Schochen                  | Kleiner Seekopf (2096 m)                                |
|     | Güntlespitze                           | 2092     | Nordwestliche Walsertaler Berge | Österreich              | 113 Häfnerjoch                                         | 1,2 Üntschenspitze            | Güntlespitze (2092 m)                                   |
|     | Kelleschrofen                          | 2091     | Tannheimer Berge                | Österreich              | 51 Einschartung zur Kellenspitze                       | 0,4 Kellenspitze              | Kelleschrofen (2091 m)                                  |
|     | Diedamskopf                            | 2090     | Nordwestliche Walsertaler Berge | Österreich              | 290 Diedsattel                                         | 5,4 Üntschenspitze            | Diedamskopf (2090 m)                                    |
|     | Großer Seekopf                         | 2085     | Daumengruppe                    | Deutschland             | 45 Einschartung zum Kleinen Seekopf                    | 0,9 Kleiner Seekopf           | Großer Seekopf (2085 m)                                 |
|     | Sulzspitze                             | 2084     | Vilsalpseeberge                 | Österreich              | 224 Gappenfeldscharte                                  | 2,4 Leilachspitze             | Lahnerkopf (2121 m)                                     |
|     | Bärenkopf                              | 2083     | Südöstliche Walsertaler Berge   | Österreich              | 103 Einschartung zum Kleinen Widderstein               | 0,9 Kleiner Widderstein       | Bärenkopf (2083 m)                                      |
|     | Kleine Höfats                          | 2073     | Höfats- und Rauheckgruppe       | Deutschland             | 113 Einschartung zur Höfats                            | 0,2 Höfats                    | Kleine Höfats (2073 m)                                  |
|     | Knappenkopf                            | 2071     | Vilsalpseeberge                 | Österreich              | 35 Einschartung zum Kugelhorn                          | 0,5 Kugelhorn                 | Knappenkopf (2071 m)                                    |
|     | Schänzlekopf                           | 2070     | Vilsalpseeberge                 | Deutschland             | 157 Im Schänzle                                        | 1,2 Lahnerkopf                | Schänzlekopf (2070 m)                                   |
|     | Schochenspitze                         | 2069     | Vilsalpseeberge                 | Österreich              | 154 Östliches Lachenjoch                               | 1,3 Lachenspitze              | Schochenspitze (2069 m)                                 |
|     | Litnisschrofen                         | 2068     | Vilsalpseeberge                 | Österreich              | 198 Strindenscharte                                    | 2,1 Sulzspitze                | Litnisschrofen (2068 m)                                 |
|     | Steinkarspitze                         | 2067     | Vilsalpseeberge                 | Österreich              | 97 Westl. Lachenjoch                                   | 0,5 Rote Spitze               | Steinkarspitze (2067 m)                                 |
|     | Große Schlicke                         | 2059     | Tannheimer Berge                | Österreich              | 262 Vilser Scharte                                     | 1,8 Gimpel                    | Große Schlicke (2059 m)                                 |
|     | Hählekopf                              | 2058     | Nordwestliche Walsertaler Berge | Österreich              | 138 Einschartung zum Hohen Ifen                        | 2,1 Hoher Ifen                | Hählekopf (2058 m)                                      |
|     | Warmatsgundkopf                        | 2058     | Südöstliche Walsertaler Berge   | Deutschland/ Österreich | 88 Einschartung zur Walser Hammerspitze                | 0,8 Walser Hammerspitze       | Warmatsgundkopf (2058 m)                                |
|     | Schänzlespitze                         | 2052     | Vilsalpseeberge                 | Deutschland/ Österreich | 113 Einschartung zum Lahnerkopf                        | 0,5 Lahnerkopf                | Schänzlespitze (2052 m)                                 |
|     | Hundskopf                              | 2050     | Zentraler Hauptkamm             | Österreich              | 30 Einschartung zum Biberkopf                          | 0,3 Biberkopf                 | Hundskopf rechts vom Biberkopf (2050 m)                 |
|     | Ponten                                 | 2044     | Vilsalpseeberge                 | Deutschland/ Österreich | 219 Köllesattel                                        | 1,9 Gaishorn                  | Ponten (2045 m)                                         |
|     | Entschenkopf                           | 2043     | Daumengruppe                    | Deutschland             | 196 Am Gängele                                         | 1,4 Nebelhorn                 | Entschenkopf (2043 m)                                   |
|     | Laufbichelkirche                       | 2042     | Daumengruppe                    | Deutschland             | 62 Einschartung zum Großen Daumen                      | 0,4 Großer Daumen             | Laufbichelkirche (2042 m)                               |
|     | Grünhorn                               | 2039     | Nordwestliche Walsertaler Berge | Österreich              | 172 Starzeljoch                                        | 2,3 Üntschenspitze            | Grünhorn (2039 m)                                       |
|     | Seekopf                                | 2039     | Südöstliche Walsertaler Berge   | Österreich              | 39 Einschartung zum Großen Widderstein                 | 0,5 Großer Widderstein        | Seekopf (2039 m)                                        |
|     | Fellhorn                               | 2037     | Südöstliche Walsertaler Berge   | Deutschland/ Österreich | 230 Gundsattel                                         | 1,9 Warmatsgundkopf           | Fellhorn (2038 m)                                       |
|     | Saldeiner Spitze                       | 2036     | Hochvogel- und Rosszahngruppe   | Österreich              | 340 Sattele                                            | 1,7 Stallkarspitze            | Saldeiner Spitze (2036 m)                               |
|     | Karretschrofen                         | 2034     | Tannheimer Berge                | Österreich              | 34 Einschartung zur Großen Schlicke                    | 1,9 Große Schlicke            | Karretschrofen (2034 m)                                 |
|     | Rotspitze                              | 2034     | Daumengruppe                    | Deutschland             | 139 Hasenecksattel                                     | 1,7 Kleiner Daumen            | Rotspitze (2034 m)                                      |
|     | Obere Gottesackerwände                 | 2033     | Nordwestliche Walsertaler Berge | Deutschland             | 198 Gottesackeralpe                                    | 2,1 Hoher Ifen                | Obere Gottesackerwände (2033 m)                         |
|     | Spiecherkopf                           | 2029     | Daumengruppe                    | Deutschland             | 29 Einschartung zum Kleinen Daumen                     | 0,3 Kleiner Daumen            |                                                         |
|     | Älpelekopf                             | 2024     | Vilsalpseeberge                 | Deutschland             | 44 Schreckenjöchle                                     | 0,8 Lahnerkopf                | Älpelekopf (2024 m)                                     |
|     | Geierköpfle                            | 2020     | Vilsalpseeberge                 | Österreich              | 65 Einschartung zur Roten Spitze                       | 0,5 Rote Spitze               | Geierköpfle (2020 m)                                    |
|     | Gemstelkoblach                         | 2019     | Südöstliche Walsertaler Berge   | Österreich              | 37 Einschartung zum Geißhorn                           | 0,8 Geißhorn                  | Gemstelkoblach (2019 m)                                 |
|     | Toreck                                 | 2016     | Nordwestliche Walsertaler Berge | Deutschland             | 49 Toreckscharte                                       | 0,8 Hoher Ifen                | Toreck (2016 m)                                         |
|     | Berlingers Köpfle                      | 2010     | Nordwestliche Walsertaler Berge | Deutschland             | 30 Einschartung zum Hählekopf                          | 0,5 Hählekopf                 |                                                         |
|     | Kanzberg                               | 2009     | Hochvogel- und Rosszahngruppe   | Österreich              | 29 Einschartung zur Jochspitze                         | Nicht bekannt Jochspitze      | Kanzberg (2009 m)                                       |
|     | Schneid                                | 2009     | Tannheimer Berge                | Österreich              | 149 Sabachjoch                                         | 0,7 Kellenspitze              | Schneid (2009 m)                                        |
|     | Heubatspitze                           | 2008     | Daumengruppe                    | Deutschland             | 58 Einschartung zur Rotspitze                          | 0,8 Rotspitze                 | Heubatspitze (2008 m)                                   |
|     | Berggächtle                            | 2007     | Daumengruppe                    | Deutschland             | 67 Einschartung zum Laufbacher Eck                     | 0,7 Laufbacher Eck            | Berggächtle (2009 m)                                    |
|     | Brentenjoch                            | 2000     | Tannheimer Berge                | Österreich              | 281 Füssener Jöchl                                     | 3,7 Große Schlicke            | Brentenjoch (2000 m)                                    |
|     | Bschießer                              | 2000     | Vilsalpseeberge                 | Deutschland/ Österreich | 100 Güntle                                             | 0,6 Ponten                    | Bschießer (2000 m)                                      |
|     | Kalbleggspitze                         | 2000     | Vilsalpseeberge                 | Österreich              | 40 Einschartung zur Kälbelespitze                      | 0,6 Kälbelespitze             | Kalbleggspitze (2000 m)                                 |
|     | Krinnenspitze                          | 2000     | Vilsalpseeberge                 | Österreich              | 260 Einschartung zum Litnisschrofen                    | 1,7 Litnisschrofen            | Krinnenspitze (2000 m)                                  |
|     | Lochgehrenspitze                       | 1995     | Vilsalpseeberge                 | Deutschland             | 35 Einschartung zur Sulzspitze                         | 0,3 Sulzspitze                | Lochgehrenspitze (1995 m)                               |
|     | Spätengundkopf                         | 1993     | Zentraler Hauptkamm             | Deutschland             | 13 Einschartung zum Wildengundkopf                     | 0,2 Wildengundkopf            | Spätengundkopf (1993 m)                                 |
|     | Rohnenspitze                           | 1990     | Vilsalpseeberge                 | Österreich              | 118 Zirleseck                                          | 1,2 Ponten                    | Rohnenspitze (1990 m)                                   |
|     | Walmendinger Horn                      | 1990     | Nordwestliche Walsertaler Berge | Österreich              | 175 Muttelbergscharte                                  | 2,7 Hoher Ifen                | Walmendinger Horn (1990 m)                              |
|     | Hengst                                 | 1989     | Daumengruppe                    | Deutschland             | 29 Einschartung zum Kleinen Daumen                     | 0,5 Kleiner Daumen            | Hengst (1989 m)                                         |
|     | Lüchlekopf                             | 1989     | Nordwestliche Walsertaler Berge | Österreich              | 139 Ochsenhofer Scharte                                | 1,3 Walmendinger Horn         | Lüchlekopf (1989 m)                                     |
|     | Aggenstein                             | 1986     | Tannheimer Berge                | Deutschland/ Österreich | 266 Einschartung zum Brentenjoch                       | 1,8 Brentenjoch               | Aggenstein (1986 m)                                     |
|     | Gaichtspitze                           | 1986     | Tannheimer Berge                | Österreich              | 269 Tiefjoch                                           | 3,0 Schneid                   | Gaichtspitze (1986 m)                                   |
|     | Steinmandl                             | 1982     | Nordwestliche Walsertaler Berge | Österreich              | 42 Einschartung zum Grünhorn                           | 0,8 Grünhorn                  | Steinmandl (1982 m)                                     |
|     | Geißfuß                                | 1981     | Daumengruppe                    | Deutschland             | 41 Einschartung zum Gundkopf                           | 0,3 Gundkopf                  | Geißfuß (1981 m)                                        |
|     | Schartenkopf                           | 1977     | Südöstliche Walsertaler Berge   | Österreich              | 82 Grießgundscharte                                    | 0,4 Grießgundkopf             | Schartenkopf (1977 m)                                   |
|     | Bugschrofen                            | 1974     | Tannheimer Berge                | Österreich              | 54 Einschartung zum Karretschrofen                     | 0,3 Karretschrofen            | Bugschrofen (1974 m)                                    |
|     | Hochstarzel                            | 1974     | Nordwestliche Walsertaler Berge | Österreich              | 91 Derrenjoch                                          | 1,1 Güntlespitze              | Hochstarzel (1974 m)                                    |
|     | Kreuzmandl                             | 1974     | Nordwestliche Walsertaler Berge | Österreich              | 54 Einschartung zum Steinmandl                         | 0,5 Steinmandl                | Kreuzmandl (1974 m)                                     |
|     | Falzer Kopf                            | 1968     | Nordwestliche Walsertaler Berge | Österreich              | 123 Neuhornbachjoch                                    | 1,8 Kreuzmandl                | Falzer Kopf (1968 m)                                    |
|     | Muskopf                                | 1968     | Zentraler Hauptkamm             | Deutschland             | 28 Einschartung zum Seebichel                          | 0,2 Seebichel                 | Muskopf (1968 m)                                        |
|     | Schartschrofen                         | 1968     | Tannheimer Berge                | Österreich              | 92 Gelbe Scharte                                       | 0,4 Rote Flüh                 | Schartschrofen (1968 m)                                 |
|     | Schlappoltkopf                         | 1968     | Südöstliche Walsertaler Berge   | Deutschland/ Österreich | 49 Einschartung zum Fellhorn                           | 0,9 Fellhorn                  | Schlappoltkopf (1968 m)                                 |
|     | Blachenspitze                          | 1965     | Tannheimer Berge                | Österreich              | 45 Einschartung zur Gehrenspitze                       | 0,3 Gehrenspitze              | Blachenspitze (1965 m)                                  |
|     | Östlicher Ochsenhofer Kopf             | 1965     | Nordwestliche Walsertaler Berge | Österreich              | 45 Einschartung zum Lüchlekopf                         | 0,4 Lüchlekopf                | Östlicher Ochsenhofer Kopf (1965 m, Mitte links)        |
|     | Kegelkopf                              | 1959     | Höfats- und Rauheckgruppe       | Deutschland             | 283 Krautersalpsattel                                  | 1,8 Kreuzeck                  | Kegelkopf (1959 m)                                      |
|     | Läuferspitze                           | 1958     | Tannheimer Berge                | Österreich              | 117 Hallergernjoch                                     | 0,8 Schartschrofen            | Läuferspitze (1958 m)                                   |
|     | Roßkopf (Obere Gottesackerwände)       | 1958     | Nordwestliche Walsertaler Berge | Deutschland             | 18 Einschartung zum Hauptgipfel                        | 0,7 Hauptgipfel               | Roßkopf (1958 m, links)                                 |
|     | Rubihorn                               | 1957     | Daumengruppe                    | Deutschland             | 95 Niedereck                                           | 1,0 Gundkopf                  | Rubihorn (1957 m)                                       |
|     | Hinterer Wildgundkopf                  | 1955     | Zentraler Hauptkamm             | Deutschland             | 122 Auf der Egge                                       | 2,2 Spätengundkopf            | Hinterer Wildgundkopf (1955 m, rechts)                  |
|     | Gaisalphorn                            | 1953     | Daumengruppe                    | Deutschland             | 34 Einschartung zum Geißfuß                            | 0,5 Rubihorn                  | Gaisalphorn (1953 m)                                    |
|     | Schmalhorn                             | 1952     | Zentraler Hauptkamm             | Deutschland             | 52 Einschartung zum Hinteren Wildgundkopf              | 0,6 Hinterer Wildgundkopf     | Schmalhorn (1952 m)                                     |
|     | Westlicher Ochsenhofer Kopf            | 1950     | Nordwestliche Walsertaler Berge | Österreich              | 75 Litzerscharte                                       | 0,7 Ostgipfel                 | Westlicher Ochsenhofer Kopf (1950 m)                    |
|     | Hüttenkopf                             | 1949     | Höfats- und Rauheckgruppe       | Deutschland             | 29 Einschartung zur Gieseler Wand                      | 0,3 Gieselerwand              | Hüttenkopf (1949 m)                                     |
|     | Sefenspitze                            | 1948     | Tannheimer Berge                | Österreich              | 130 Füssener Jöchl                                     | 0,9 Läuferspitze              | Sefenspitze (1948 m)                                    |
|     | Roßberg                                | 1945     | Tannheimer Berge                | Österreich              | 25 Einschartung zum Brentenjoch                        | 0,2 Brentenjoch               | Roßberg (1945 m)                                        |
|     | Hahnenkopf                             | 1942     | Tannheimer Berge                | Österreich              | 82 Einschartung zur Läuferspitze                       | 0,7 Läuferspitze              | Hahnenkopf (1942 m)                                     |
|     | Söllerkopf                             | 1940     | Südöstliche Walsertaler Berge   | Deutschland             | 20 Einschartung zum Schlappoltkopf                     | 0,7 Schlappoltkopf            | Söllerkopf (1920 m)                                     |
|     | Hahnenkamm                             | 1938     | Tannheimer Berge                | Österreich              | 127 Einschartung zur Gaichtspitze                      | 1,3 Gaichtspitze              | Hahnenkamm (1938 m)                                     |
|     | Gehrner Berg                           | 1936     | Südöstliche Walsertaler Berge   | Deutschland/ Österreich | 96 Einschartung zum Gemstelkoblach                     | 0,6 Gemstelkoblach            | Gehrner Berg (1936 m)                                   |
|     | Sebenspitze                            | 1935     | Tannheimer Berge                | Österreich              | 75 Einschartung zum Sefenspitze                        | 0,5 Sefenspitze               | Sebenspitze (1935 m)                                    |
|     | Vorderer Wildgundkopf                  | 1935     | Zentraler Hauptkamm             | Deutschland             | 33 Einschartung zum Hinterer Wildgundkopf              | 0,7 Hinterer Wildgundkopf     | Vorderer Wildgundkopf (1935 m, rechts)                  |
|     | Hallerschrofen                         | 1934     | Tannheimer Berge                | Österreich              | 34 Einschartung zur Läuferspitze                       | 0,2 Läuferspitze              | Hallerschrofen (1934 m)                                 |
|     | Unspitze                               | 1926     | Nordwestliche Walsertaler Berge | Österreich              | 66 Einschartung zum Hochstarzel                        | 0,7 Hochstarzel               | Unspitze (1926 m)                                       |
|     | Seeköpfle                              | 1920     | Daumengruppe                    | Deutschland             | 87 Einschartung zum Hüttenkopf                         | 0,9 Hüttenkopf                | Seeköpfle (1920 m)                                      |
|     | Grüner                                 | 1913     | Zentraler Hauptkamm             | Deutschland/ Österreich | 132 Salzbücheljoch                                     | 0,7 Hundskopf                 | Grüner (1913 m)                                         |
|     | Kühgundkopf                            | 1907     | Vilsalpseeberge                 | Deutschland/ Österreich | 287 Einschartung zum Bschießer                         | 1,6 Bschießer                 | Kühgundkopf (1907 m)                                    |
|     | Falken                                 | 1905     | Vilsalpseeberge                 | Deutschland             | 25 Einschartung zum Älpelekopf                         | 0,2 Älpelekopf                | Falken (1905 m)                                         |
|     | Schnurschrofen                         | 1900     | Vilsalpseeberge                 | Österreich              | 60 Einschartung zum Gaishorn                           | 0,8 Gaishorn                  | Schnurschrofen (1900 m)                                 |
|     | Plattjoch                              | 1895     | Tannheimer Berge                | Österreich              | 15 Einschartung zum Karretschrofen                     | 0,3 Karretschrofen            | Plattjoch (1895 m)                                      |
|     | Mutzenkopf                             | 1892     | Zentraler Hauptkamm             | Deutschland             | 12 Einschartung zum Mußkopf                            | 0,1 Mußkopf                   | Mutzenkopf (1892 m)                                     |
|     | Vogelhörnle                            | 1882     | Vilsalpseeberge                 | Österreich              | 62 Einschartung zur Sulzspitze                         | 1,1 Sulzspitze                | Vogelhörnle (1882 m)                                    |
|     | Iseler                                 | 1876     | Vilsalpseeberge                 | Deutschland             | 56 Einschartung zum Kühgundkopf                        | 0,6 Kühgundkopf               | Iseler (1876 m)                                         |
|     | Einstein                               | 1866     | Tannheimer Berge                | Österreich              | 626 Passhöhe bei Enge                                  | 3,5 Aggenstein                | Einstein (1866 m)                                       |
|     | Seichenkopf                            | 1864     | Tannheimer Berge                | Österreich              | 24 Sefensattel                                         | 1,5 Sefenspitze               | Seichenkopf (1864 m)                                    |
|     | Neunerköpfle                           | 1862     | Vilsalpseeberge                 | Österreich              | 22 Einschartung zum Vogelhörnle                        | 0,2 Vogelhörnle               | Neunerköpfle (1864 m)                                   |
|     | Lumberger Grat                         | 1860     | Tannheimer Berge                | Österreich              | 20 Einschartung zum Seichenkopf                        | 0,5 Sefenspitze               | Lumberger Grat (1860 m)                                 |
|     | Untere Gottesackerwände                | 1857     | Nordwestliche Walsertaler Berge | Deutschland             | 106 Windecksattel                                      | 0,6 Torkopf                   | Untere Gottesackerwände (1857 m)                        |
|     | Schattenberg                           | 1845     | Daumengruppe                    | Deutschland             | 39 Einschartung zum Seeköpfle                          | 0,5 Seeköpfle                 | Schattenberg (1845 m, Mitte)                            |
|     | Breitenberg                            | 1838     | Tannheimer Berge                | Deutschland             | 198 Einschartung zum Aggenstein                        | 1,2 Aggenstein                | Breitenberg (1838 m)                                    |
|     | Hochgrat                               | 1834     | Voralpen westlich der Iller     | Deutschland             | 714 Rohrmoossattel                                     | 12,8 Winterstaude             | Hochgrat (1834 m)                                       |
|     | Schnippenkopf                          | 1833     | Daumengruppe                    | Deutschland             | 166 Falkenjoch                                         | 1,3 Entschenkopf              | Schnippenkopf (1833 m)                                  |
|     | Stuibenkopf                            | 1831     | Vilsalpseeberge                 | Deutschland             | 71 Einschartung zum Bschießer                          | 0,6 Bschießer                 | Stuibenkopf (1831 m, rechts)                            |
|     | Vilser Kegel                           | 1831     | Tannheimer Berge                | Österreich              | 231 Hundsarschjoch                                     | 2,0 Große Schlicke            | Vilser Kegel (1831 m)                                   |
|     | Roßkopf                                | 1823     | Vilsalpseeberge                 | Deutschland             | 103 Einschartung zum Sattelkopf                        | 0,8 Sattelkopf                | Roßkopf (1823 m)                                        |
|     | Rindalphorn                            | 1821     | Voralpen westlich der Iller     | Deutschland             | 195 Brunnenauscharte                                   | 2,3 Hochgrat                  | Rindalphorn (1821 m)                                    |
|     | Die Ditzl                              | 1817     | Tannheimer Berge                | Österreich              | 63 Hochjoch                                            | 0,4 Schneid                   |                                                         |
|     | Wildböden                              | 1803     | Tannheimer Berge                | Österreich              | 58 Einschartung zur Großen Schlicke                    | 0,3 Große Schlicke            | Wildböden (1817 m)                                      |
|     | Heuberg                                | 1795     | Nordwestliche Walsertaler Berge | Österreich              | 15 Einschartung zum Walmendinger Horn                  | 0,5 Walmendinger Horn         | Heuberg (1795 m)                                        |
|     | Himmelschrofen                         | 1791     | Zentraler Hauptkamm             | Deutschland             | 103 Einschartung zum Vorderen Wildgundkopf             | 1,7 Vorderer Wildgundkopf     | Himmelschrofen (1791 m)                                 |
|     | Seilhenker                             | 1791     | Höfats- und Rauheckgruppe       | Deutschland             | 37 Einschartung zur Kleinen Höfats                     | 0,2 Kleine Höfats             | Seilhenker (1791 m)                                     |
|     | Lochgehrenkopf                         | 1790     | Vilsalpseeberge                 | Österreich              | 30 Einschartung zur Lochgehrenspitze                   | 0,3 Lochgehrenspitze          | Lochgehrenkopf (1790 m)                                 |
|     | Riedberger Horn                        | 1787     | Voralpen westlich der Iller     | Deutschland             | 472 Scheidwangpass                                     | 6,8 Rindalphorn               | Riedbergerhorn (1787 m)                                 |
|     | Klupper                                | 1776     | Zentraler Hauptkamm             | Deutschland             | 88 Einschartung zum Himmelschrofen                     | 0,6 Vorderer Wildgundkopf     | Klupper (1776 m, Mitte)                                 |
|     | Buralpkopf                             | 1772     | Voralpen westlich der Iller     | Deutschland             | 212 Gündlesscharte                                     | 1,1 Rindalphorn               | Buralpkopf (1772 m)                                     |
|     | Heidelbeerkopf                         | 1767     | Daumengruppe                    | Deutschland             | 47 Einschartung zum Schnippenkopf                      | 0,4 Schnippenkopf             | Heidelbeerkopf (1676 m)                                 |
|     | Hahlekopf                              | 1758     | Tannheimer Berge                | Österreich              | 38 Hahlejoch                                           | 0,6 Gehrenspitze              | Hahlekopf (1758 m)                                      |
|     | Roßkopf                                | 1753     | Vilsalpseeberge                 | Österreich              | 13 Einschartung zum Gaishorn                           | 0,6 Gaishorn                  |                                                         |
|     | Stuiben                                | 1749     | Voralpen westlich der Iller     | Deutschland             | 169 Einschartung zum Buralpkopf                        | 2,3 Buralpkopf                | Stuiben (1749 m)                                        |
|     | Riffenkopf                             | 1748     | Höfats- und Rauheckgruppe       | Deutschland             | 108 Einschartung zum Hahnenkopf                        | 0,8 Hüttenkopf                | Riffenkopf (1748 m)                                     |
|     | Gündleskopf                            | 1748     | Voralpen westlich der Iller     | Deutschland             | 48 Einschartung zum Buralpkopf                         | 0,6 Buralpkopf                | Gündleskopf (1748 m)                                    |
|     | Siplingerkopf                          | 1746     | Voralpen westlich der Iller     | Deutschland             | 257 Einschartung zum Bleicherhorn                      | 2,9 Rindalphorn               | Siplinger Kopf (1746 m)                                 |
|     | Grünten                                | 1738     | Voralpen östlich der Iller      | Deutschland             | 611 Im Schwellbachtal                                  | 9,6 Iseler                    | Grünten (1738 m)                                        |
|     | Sedererstuiben                         | 1737     | Voralpen westlich der Iller     | Deutschland             | 37 Einschartung zum Stuiben                            | 0,6 Stuiben                   | Sedererstuiben (1737 m)                                 |
|     | Hahnenkopf                             | 1735     | Höfats- und Rauheckgruppe       | Deutschland             | 15 Einschartung zum Hüttenkopf                         | 0,2 Hüttenkopf                |                                                         |
|     | Grüne Köpfe                            | 1725     | Nordwestliche Walsertaler Berge | Österreich              | 145 Einschartung zum Diedamskopf                       | 0,6 Diedamskopf               | Grüne Köpfe (1725 m)                                    |
|     | Sonnenkopf                             | 1712     | Daumengruppe                    | Deutschland             | 32 Einschartung zum Heidelbeerkopf                     | 0,3 Heidelbeerkopf            | Sonnenkopf (1676 m)                                     |
|     | Wannenkopf                             | 1712     | Voralpen westlich der Iller     | Deutschland             | 112 Einschartung zum Riedberger Horn                   | 2,2 Riedbergerhorn            |                                                         |
|     | Wertacher Hörnle                       | 1695     | Voralpen östlich der Iller      | Deutschland             | 539 B 308 bei Oberjoch                                 | 4,6 Grünten                   | Grünten (1738 m)                                        |
|     | Schönkahler                            | 1688     | Tannheimer Berge                | Deutschland/ Österreich | 208 Einschartung zum Einstein                          | 2,5 Einstein                  | Schönkahler (1688 m)                                    |
|     | Heidenkopf                             | 1685     | Voralpen westlich der Iller     | Deutschland             | 25 Einschartung zum Siplingerkopf                      | 0,9 Siplinger Kopf            | Heidenkopf (1685 m)                                     |
|     | Girenkopf                              | 1683     | Voralpen westlich der Iller     | Deutschland             | 43 Scheidwangsattel                                    | 0,6 Heidenkopf                | Girenkopf (1683 m)                                      |
|     | Steineberg                             | 1683     | Voralpen westlich der Iller     | Deutschland             | 83 Einschartung zum Stuiben                            | 2,1 Stuiben                   | Steineberg (1683 m)                                     |
|     | Besler                                 | 1679     | Voralpen westlich der Iller     | Deutschland             | 273 Riedbergpass                                       | 2,4 Bolgen                    | Besler (1679 m)                                         |
|     | Rohrmooser Hörnle                      | 1673     | Nordwestliche Walsertaler Berge | Deutschland             | 106 Einschartung zur Unteren Gottesackerwand           | 0,7 Untere Gottesackerwand    | Rohrmooser Hörnle (1673 m)                              |
|     | Bleicherhorn                           | 1669     | Voralpen westlich der Iller     | Deutschland             | 133 Einschartung zum Dreifahnenkopf                    | 2,1 Riedberger Horn           | Bleicherhorn (1669 m, rechts)                           |
|     | Höllritzereck                          | 1669     | Voralpen westlich der Iller     | Deutschland             | 133 Einschartung zum Dreifahnenkopf                    | 1,7 Riedberger Horn           | Höllritzereck (1669 m)                                  |
|     | Weiherkopf                             | 1665     | Voralpen westlich der Iller     | Deutschland             | 125 Einschartung zum Großen Ochsenkopf                 | 2,9 Riedbergerhorn            | Weiherkopf (1665 m)                                     |
|     | Seelekopf                              | 1663     | Voralpen westlich der Iller     | Deutschland             | 63 Einschartung zum Hochgrat                           | 0,8 Hochgrat                  | Seelekopf (1663 m)                                      |
|     | Großer Ochsenkopf                      | 1662     | Voralpen westlich der Iller     | Deutschland             | 102 Einschartung zum Riedberger Horn                   | 1,4 Riedbergerhorn            | Großer Ochsenkopf (1662 m)                              |
|     | Gatterkopf                             | 1659     | Nordwestliche Walsertaler Berge | Deutschland             | 39 Einschartung zum Rohrmooser Hörnle                  | 0,4 Untere Gottesackerwände   | Gatterkopf (1659 m, links)                              |
|     | Sevischrofen                           | 1659     | Nordwestliche Walsertaler Berge | Österreich              | 59 Einschartung zum Hohen Ifen                         | 0,8 Wasenkopf                 | Sevischrofen (1659 m)                                   |
|     | Beslerkopf                             | 1655     | Voralpen westlich der Iller     | Deutschland             | 15 Einschartung zum Beslergrat                         | 0,2 Beslergrat                | Beslerkopf (1655 m)                                     |
|     | Imberger Horn                          | 1655     | Daumengruppe                    | Deutschland             | 405 Strausbergsattel                                   | 2,1 Breitenberg               | Imberger Horn (1655 m)                                  |
|     | Spieser                                | 1651     | Voralpen östlich der Iller      | Deutschland             | 178 Einschartung zum Wertacher Hörnle                  | 1,8 Wertacher Hörnle          | Spieser (1651 m)                                        |
|     | Feuerstätterkopf                       | 1645     | Voralpen westlich der Iller     | Österreich              | 352 Nähe Kindsbangetalalpe                             | 6,1 Riedberger Horn           | Feuerstätterkopf (1645 m)                               |
|     | Mohrenkopf                             | 1645     | Nordwestliche Walsertaler Berge | Österreich              | 155 Einschartung zum Diedamskopf                       | 0,8 Grüne Köpfe               | Mohrenkopf (1645 m)                                     |
|     | Hirschberg                             | 1644     | Voralpen östlich der Iller      | Deutschland             | 24 Einschartung zum Spieser                            | 0,4 Spieser                   | Hirschberg (1644 m, links)                              |
|     | Eineguntkopf                           | 1639     | Voralpen westlich der Iller     | Deutschland/ Österreich | 59 Einschartung zum Seelekopf                          | 1,5 Seelekopf                 | Eineguntkopf (1639 m)                                   |
|     | Hohenfluhalpkopf                       | 1636     | Voralpen westlich der Iller     | Deutschland             | 56 Einschartung zum Seelekopf                          | 0,7 Seelekopf                 | Hohenfluhalpkopf (1636 m, rechts)                       |
|     | Sorgschrofen                           | 1635     | Voralpen östlich der Iller      | Deutschland/ Österreich | 577 Straßenkreuzung bei Unterjoch                      | 3,0 Schönkahler               | Sorgschrofen (1635 m)                                   |
|     | Pirschling                             | 1634     | Tannheimer Berge                | Österreich              | 34 Einschartung zum Schönkahler                        | 0,7 Schönkahler               | Pirschling (1634 m)                                     |
|     | Edelsberg                              | 1630     | Voralpen östlich der Iller      | Deutschland             | 501 Langenschwand                                      | 5,3 Sorgschrofen              | Edelsberg (1630 m)                                      |
|     | Piesenkopf                             | 1630     | Voralpen westlich der Iller     | Deutschland             | 229 Scheuenpass                                        | 3,6 Beslerkopf                | Piesenkopf (1630 m)                                     |
|     | Dreifahnenkopf                         | 1628     | Voralpen westlich der Iller     | Deutschland             | 32 Einschartung zum Riedberger Horn                    | 0,4 Riedbergerhorn            | Dreifahnenkopf (1628 m)                                 |
|     | Tennenmooskopf                         | 1628     | Voralpen westlich der Iller     | Deutschland             | 68 Einschartung zum Siplingerkopf                      | 1,0 Siplinger Kopf            | Tennenmooskopf (1628 m)                                 |
|     | Leiterberg                             | 1626     | Voralpen westlich der Iller     | Deutschland             | 66 Einschartung zum Hochgrat                           | 0,4 Hochgrat                  | Leiterberg (1626 m)                                     |
|     | Jochschrofen                           | 1625     | Voralpen östlich der Iller      | Deutschland             | 65 Einschartung zum Hirschberg                         | 0,5 Hirschberg                | Jochschrofen (1625 m)                                   |
|     | Rangiswanger Horn                      | 1616     | Voralpen westlich der Iller     | Deutschland             | 56 Einschartung zum Weiherkopf                         | 1,2 Weiherkopf                | Rangiswanger Horn (1616 m)                              |
|     | Zinken                                 | 1613     | Voralpen östlich der Iller      | Deutschland/ Österreich | 13 Einschartung zum Sorgschrofen                       | 0,2 Sorgschrofen              | Zinken (1613 m)                                         |
|     | Roßkopf                                | 1596     | Voralpen östlich der Iller      | Deutschland             | 36 Einschartung zum Wertacher Hörnle                   | 0,7 Wertacher Hörnle          | Roßkopf (1596 m)                                        |
|     | Einödsberg                             | 1589     | Zentraler Hauptkamm             | Deutschland             | 49 Einschartung zum Spätengundkopf                     | 0,3 Spätengundkopf            | Einödsberg (1589 m)                                     |
|     | Bolsterlanger Horn                     | 1586     | Voralpen westlich der Iller     | Deutschland             | 46 Einschartung zum Weiherkopf                         | 0,6 Weiherkopf                | Bolsterlanger Horn (1586)                               |
|     | Starzlachberg                          | 1585     | Voralpen östlich der Iller      | Deutschland             | 116 Einschartung zum Wertacher Hörnle                  | 1,4 Wertacher Hörnle          | Starzlachberg (1585 m)                                  |
|     | Alpspitz                               | 1575     | Voralpen östlich der Iller      | Deutschland             | 55 Einschartung zum Edelsberg                          | 0,5 Edelsberg                 | Alpspitz (1575 m)                                       |
|     | Siechenkopf                            | 1572     | Voralpen östlich der Iller      | Deutschland             | 12 Einschartung zum Grünten                            | 0,3 Grünten                   | Siechenkopf (1572 m)                                    |
|     | Gerenkopf                              | 1566     | Daumengruppe                    | Deutschland             | 46 Einschartung zum Sonnenkopf                         | 0,4 Sonnenkopf                | Gerenkopf (1566 m)                                      |
|     | Hochhäderich                           | 1565     | Voralpen westlich der Iller     | Deutschland/ Österreich | 105 Einschartung zum Falken                            | 2,4 Eineguntkopf              | Hochhäderich (1565 m)                                   |
|     | Falken                                 | 1564     | Voralpen westlich der Iller     | Deutschland/ Österreich | 84 Einschartung zum Eineguntkopf                       | 1,4 Hochhäderich              | Falkenköpfe, mittig der Falken (1564 m)                 |
|     | Höchster Kackenkopf                    | 1560     | Nordwestliche Walsertaler Berge | Deutschland             | 266 Hörnlepass                                         | 1,9 Gatterkopf                | Kackenköpfe (1560 m)                                    |
|     | Burstkopf                              | 1559     | Voralpen westlich der Iller     | Österreich              | 19 Einschartung zum Feuerstätterkopf                   | 0,3 Feuerstätterkopf          |                                                         |
|     | Mittlerer Kackenkopf                   | 1558     | Nordwestliche Walsertaler Berge | Deutschland             | 38 Einschartung zum Hauptgipfel                        | 0,2 Hauptgipfel               | Kackenköpfe (1560 m)                                    |
|     | Hochschelpen                           | 1552     | Voralpen westlich der Iller     | Deutschland             | 118 Sättele                                            | 1,5 Feuerstätterkopf          | Hochschelpen (1552 m)                                   |
|     | Rappenschrofen                         | 1551     | Tannheimer Berge                | Österreich              | 61 Einschartung zum Einstein                           | 0,4 Einstein                  | Rappenschrofen (1551 m, rechts)                         |
|     | Roter Stein                            | 1547     | Tannheimer Berge                | Österreich              | 127 Einschartung zum Brentenjoch                       | 0,4 Brentenjoch               | Roter Stein (1547 m)                                    |
|     | Geißwiedenkopf                         | 1544     | Voralpen westlich der Iller     | Deutschland             | 54 Einschartung zum Besler                             | 0,3 Besler                    | Geißwiedenkopf (1544 m)                                 |
|     | Reuterwanne                            | 1542     | Voralpen östlich der Iller      | Deutschland             | 302 Nähe Stubentalalpe                                 | 2,3 Edelsberg                 | Reuterwanne (1542 m)                                    |
|     | Westlicher Koppachstein                | 1537     | Voralpen westlich der Iller     | Österreich              | 77 Einschartung zum Samstenberg                        | 2,6 Eineguntkopf              |                                                         |
|     | Kienberg                               | 1535     | Tannheimer Berge                | Deutschland             | 228Himmelreich                                         | 2,5 Breitenberg               | Kienberg (1551 m)                                       |
|     | Stillberg                              | 1532     | Voralpen westlich der Iller     | Deutschland             | 12 Einschartung zum Girenkopf                          | 0,5 Girenkopf                 |                                                         |
|     | Östlicher Koppachstein                 | 1532     | Voralpen westlich der Iller     | Österreich              | 77 Einschartung zum Westlichen Koppachstein            | 0,8 Westlicher Koppachstein   |                                                         |
|     | Sigiswanger Horn                       | 1527     | Voralpen westlich der Iller     | Deutschland             | 72 Einschartung zum Rangiswanger Horn                  | 0,7 Rangiswanger Horn         | Sigiswanger Horn (1527 m)                               |
|     | Hinteres Ächsele                       | 1525     | Tannheimer Berge                | Österreich              | 85 Einschartung zum Schönkahler                        | 0,5 Schönkahler               | Hinteres Ächsele (1525 m)                               |
|     | Sonthofner Hörnle                      | 1525     | Daumengruppe                    | Deutschland             | 65 Einschartung zum Gerenkopf                          | 0,8 Gerenkopf                 | Sonthofner Hornle (1525 m)                              |
|     | Samstenberg                            | 1513     | Voralpen westlich der Iller     | Deutschland             | 33 Einschartung zum Stillberg                          | 1,0 Stillberg                 |                                                         |
|     | Musauer Berg                           | 1510     | Tannheimer Berge                | Österreich              | 30 Einschartung zum Plattjoch                          | 0,2 Plattjoch                 | Musauer Berg (1513 m)                                   |
|     | Hirschberg                             | 1500     | Voralpen östlich der Iller      | Deutschland             | 80 Nahe Klankhütte                                     | 0,6 Spieser                   | Hirschberg (1500 m)                                     |
|     | Gigglstein                             | 1497     | Voralpen östlich der Iller      | Deutschland             | 57 Einschartung zum Grünten                            | 0,5 Grünten                   | Gigglstein (1497 m)                                     |
|     | Immenstädter Horn                      | 1489     | Voralpen westlich der Iller     | Deutschland             | 170 Auf der Alpe                                       | 2,6 Steineberg                | Immenstädter Horn (1489 m)                              |
|     | Westerkienberg                         | 1488     | Tannheimer Berge                | Deutschland             | 230 Einschartung zum Ächsele                           | 1,5 Ächsele                   | Westerkienberg (1488 m)                                 |
|     | Himmelseck                             | 1487     | Voralpen westlich der Iller     | Deutschland             | 67 Einschartung zu Eckhalde P. 1491                    | 1,4 Eckhalde P. 1491          |                                                         |
|     | Am roten Kopf                          | 1481     | Voralpen westlich der Iller     | Deutschland             | 121 Nahe Mittelbergalpe                                | 1,5 Immenstädter Horn         |                                                         |
|     | Bärenköpfle                            | 1476     | Voralpen westlich der Iller     | Deutschland             | 56 Einschartung zum Steineberg                         | 0,9 Steineberg                |                                                         |
|     | Rote Wand                              | 1474     | Voralpen westlich der Iller     | Deutschland             | 154 Einschartung zum Besler                            | 1,0 Besler                    |                                                         |
|     | Klammen (Vorderer Prodel)              | 1470     | Voralpen westlich der Iller     | Deutschland             | 30 Einschartung zum Himmelseck                         | 1,5 Himmelseck                |                                                         |
|     | Hochrieskopf                           | 1465     | Voralpen westlich der Iller     | Österreich              | 85 Einschartung zum Feuerstätterkopf                   | 1,2 Feuerstätterkopf          |                                                         |
|     | Toniskopf                              | 1460     | Voralpen westlich der Iller     | Deutschland             | 20 Einschartung zur Roten Wand                         | 0,2 Rote Wand                 | Toniskopf (1460 m)                                      |
|     | Pfeifferberg                           | 1457     | Voralpen östlich der Iller      | Deutschland             | 57 Einschartung zur Reuterwanne                        | 0,4 Reuterwanne               | Pfeifferberg (1457 m)                                   |
|     | Schnalskopf                            | 1455     | Tannheimer Berge                | Deutschland             | 37 Einschartung zum Kienberg                           | 0,5 Kienberg                  |                                                         |
|     | Mittagberg                             | 1451     | Voralpen westlich der Iller     | Deutschland             | 21 Einschartung zum Bärenköpfle                        | 0,5 Bärenköpfle               | Mittagberg (1451 m)                                     |
|     | Gschwender Horn                        | 1450     | Voralpen westlich der Iller     | Deutschland             | 50 Einschartung zum Roten Kopf                         | 1,0 Roter Kopf                | Gschwender Horn (1450 m)                                |
|     | Dreherberg                             | 1430     | Voralpen westlich der Iller     | Deutschland             | 60 Einschartung zum Steineberg                         | 1,0 Roter Kopf                |                                                         |
|     | Denneberg                              | 1427     | Voralpen westlich der Iller     | Deutschland             | 107 Einschartung zum Himmelseck                        | 2,0 Himmelseck                |                                                         |
|     | Renkknie                               | 1411     | Voralpen westlich der Iller     | Österreich              | 51 Einschartung zum Hochrieskopf                       | 0,8 Hochrieskopf              |                                                         |
|     | Ofterschwanger Horn                    | 1406     | Voralpen westlich der Iller     | Deutschland             | 77 Einschartung zum Sigiswanger Horn                   | 0,6 Sigiswanger Horn          | Ofterschwanger Horn (1406 m)                            |
|     | Fluh                                   | 1391     | Voralpen westlich der Iller     | Deutschland             | 171 Kojen-Moos                                         | 2,3 Falken                    |                                                         |
|     | Schwarzenberg                          | 1385     | Voralpen westlich der Iller     | Deutschland             | 65 Einschartung zum Geißwiedenkopf                     | 0,5 Geißwiedenkopf            |                                                         |
|     | Pfrontener Berg                        | 1384     | Tannheimer Berge                | Deutschland             | 123 Einschartung zum Kienberg                          | 0,8 Kienberg                  | Pfrontener Berg (1384 m)                                |
|     | Plessigkopf                            | 1384     | Nordwestliche Walsertaler Berge | Österreich              | 84 Einschartung zum Sevischrofen                       | 0,6 Flohkopf                  |                                                         |
|     | Ostertalberg                           | 1383     | Voralpen westlich der Iller     | Deutschland             | 23 Einschartung zum Tennenmooskopf                     | 1,0 Tennenmooskopf            |                                                         |
|     | Zwölferkopf                            | 1355     | Daumengruppe                    | Deutschland             | 15 Einschartung zum Imberger Horn                      | 0,2 Imberger Horn             |                                                         |
|     | Burgschrofen                           | 1334     | Daumengruppe                    | Deutschland             | 14 Einschartung zum Imberger Horn                      | 0,1 Imberger Horn             |                                                         |
|     | Hittisberg                             | 1328     | Voralpen westlich der Iller     | Österreich              | 300 Genabend (Einschartung zum Renkknie)               | 2,6 Koppachstein              | Hittisberg (1328 m)                                     |
|     | Imbergkamm                             | 1325     | Voralpen westlich der Iller     | Deutschland             | 105 Einschartung zur Fluh                              | 2,0 Fluh                      |                                                         |
|     | Zirmgrat                               | 1293     | Falkensteinkamm                 | Deutschland/ Österreich | 400 (Mindestwert) Einschartung zum Edelsberg           | 2,4 Roter Stein               | Zirmgrat (1293 m)                                       |
|     | Kühberg                                | 1290     | Voralpen östlich der Iller      | Deutschland             | 72 Einschartung zum Starzlachberg                      | 1,0 Starzlachberg             |                                                         |
|     | Zwölferkopf                            | 1287     | Falkensteinkamm                 | Deutschland/ Österreich | 27 Einschartung zum Zirmgrat                           | 0,5 Zirmgrat                  | Zwölferkopf (1287 m, rechts)                            |
|     | Engenkopf                              | 1282     | Nordwestliche Walsertaler Berge | Deutschland             | 124 Einschartung zu den Kackenköpfen                   | 1,7 Söllereck                 | Engenkopf (1282 m)                                      |
|     | Schartenkopf                           | 1278     | Südöstliche Walsertaler Berge   | Deutschland             | 38 Einschartung zum Söllereck                          | 0,1 Söllereck                 |                                                         |
|     | Falkenstein                            | 1268     | Falkensteinkamm                 | Deutschland             | 108 Einschartung zum Einerkopf                         | 1,0 Zwölferkopf               | Falkenstein (1268 m)                                    |
|     | Einerkopf                              | 1260     | Falkensteinkamm                 | Deutschland/ Österreich | 40 Einschartung zum Zwölferkopf                        | 0,2 Zwölferkopf               | Einerkopf (1260 m, links)                               |
|     | Salmaser Höhe                          | 1254     | Voralpen westlich der Iller     | Deutschland             | 478 Einschartung zum Klammen                           | 4,3 Klammen                   | Salmaser Höhe (1245 m)                                  |
|     | Achsel                                 | 1235     | Daumengruppe                    | Deutschland             | 15 Einschartung zum Burgschrofen                       | 0,4 Burgschrofen              |                                                         |
|     | Hotzenberg                             | 1233     | Voralpen östlich der Iller      | Deutschland             | 193 Einschartung zum Zinken                            | 1,0 Zinken                    | Hotzenberg (1233 m, rechts)                             |
|     | Tatzenriesköpfle                       | 1224     | Voralpen östlich der Iller      | Deutschland             | 24 Einschartung zum Sorgschrofen                       | 0,2 Sorgschrofen              |                                                         |
|     | Ochsenberg                             | 1179     | Voralpen westlich der Iller     | Deutschland             | 315 Einschartung zur Schatthalde                       | 1,5 Schatthalde               |                                                         |
|     | Bayerstetter Köpfel                    | 1174     | Voralpen östlich der Iller      | Deutschland             | 44 Einschartung zum Alpspitz                           | 0,6 Alpspitz                  |                                                         |
|     | Thaler Höhe                            | 1167     | Voralpen westlich der Iller     | Deutschland             | 47 Einschartung zur Ochsenschache                      | 1,2 Ochsenschache             |                                                         |
|     | Rauhköpfe                              | 1142     | Vilsalpseeberge                 | Österreich              | 22 Einschartung zur Leilachspitze                      | 0,4 Leilachspitze             |                                                         |
|     | Hochsiedel                             | 1124     | Voralpen westlich der Iller     | Deutschland             | 103 Moosalpe                                           | 1,6 Denneberg                 | Hochsiedel (1124 m)                                     |
|     | Rottachberg                            | 1115     | Voralpen östlich der Iller      | Deutschland             | 275 Kalchenbach                                        | 3,0 Grünten                   | Rottachberg (1115 m)                                    |
|     | Hündlekopf                             | 1112     | Voralpen westlich der Iller     | Deutschland             | 20 Sattel zum Hochsiedel                               | 0,4 Hochsiedel                | Hündlekopf (1112 m)                                     |
|     | Schranzschrofen                        | 1110     | Voralpen östlich der Iller      | Deutschland/ Österreich | 30 Einschartung zum Ächsele                            | 0,4 Ächsele                   |                                                         |
|     | Hüttenberg                             | 1103     | Voralpen westlich der Iller     | Deutschland             | 40 Einschartung zur Salmaser Höhe                      | 0,9 Salmaser Höhe             | Hüttenberg (1103 m)                                     |
|     | Steinköpfle                            | 1076     | Voralpen östlich der Iller      | Deutschland             | 16 Einschartung zum Hirschberg                         | 0,1 Hirschberg                |                                                         |
|     | Staufner Berg                          | 1043     | Voralpen westlich der Iller     | Deutschland             | 243 Einschartung zur Salmaser Höhe                     | 1,9 Salmaser Höhe             | Staufen (1043 m)                                        |
|     | Vilser Berg                            | 1026     | Falkensteinkamm                 | Deutschland/ Österreich | 148 Vilser Scharte                                     | 1,9 Zirmgrat                  | Vilser Berg (1026 m)                                    |
|     | Alpenrosenköpfle                       | 1004     | Daumengruppe                    | Deutschland             | 24 Einschartung zur Achsel                             | 0,2 Achsel                    |                                                         |
|     | Ranzen                                 | 1002     | Tannheimer Berge                | Österreich              | 142 Einschartung zum Vilser Kegel                      | 1,3 Vilser Kegel              |                                                         |

## Weitere Gipfel
Folgende Tabelle enthält Gipfel und Erhebungen, bei denen die Schartenhöhe niedriger als 30 Meter oder unbekannt ist.
| Wilder Mann                         | 2.577,6 | DE / Bayern + AT / Tirol          | Zentraler Hauptkamm                  |  |          |       |            |  |
| Kleiner Krottenkopf                 | 2.577   | AT / Tirol                        | Hornbachkette                        |  |          |       |            |  |
| Elferspitze                         | 2.512   | AT / Tirol                        | Hornbachkette                        |  |          |       |            |  |
| Östliche Plattenspitze              | 2.486   | AT / Tirol                        | Hornbachkette                        |  |          |       |            |  |
| Westliche Faulewandspitze           | 2.480   | AT / Tirol                        | Hornbachkette                        |  |          |       |            |  |
| Großer Widderstein, Südwestgipfel   | 2.480   | AT / Vorarlberg                   | Südöstliche Walsertaler Berge        |  |          |       |            |  |
| Hochvogel, Ostschulter              | 2.474   | AT / Tirol                        | Hochvogel- und Rosszahngruppe        |  |          |       |            |  |
| Östliche Faulewandspitze            | 2.473   | AT / Tirol                        | Hornbachkette                        |  |          |       |            |  |
| Hermannskarturm                     | 2.466   | AT / Tirol                        | Hornbachkette                        |  |          |       |            |  |
| Hochalpgrat                         | 2.454   | AT / Tirol                        | Zentraler Hauptkamm                  |  |          |       |            |  |
| Hochvogel, Nordwestschulter         | 2.454   | DE / Bayern + AT / Tirol          | Hochvogel- und Rosszahngruppe        |  |          |       |            |  |
| Südliche Wolfebnerspitze            | 2.427   | AT / Tirol                        | Hornbachkette                        |  |          |       |            |  |
| Zwölferspitze                       | 2.416   | AT / Tirol                        | Hornbachkette                        |  |          |       |            |  |
| Ochsenkopf (Karjochspitze)          | 2.405   | AT / Tirol                        | Hornbachkette                        |  |          |       |            |  |
| Kratzer, Ostgipfel                  | 2.398   | DE / Bayern + AT / Tirol          | Zentraler Hauptkamm                  |  |          |       |            |  |
| Östlicher Berg der guten Hoffnung   | 2.392   | DE / Bayern                       | Zentraler Hauptkamm                  |  |          |       |            |  |
| Westlicher Berg der guten Hoffnung  | 2.388   | DE / Bayern                       | Zentraler Hauptkamm                  |  |          |       |            |  |
| Kreuzeck, Südwestgipfel             | 2.373,8 | DE / Bayern + AT / Tirol          | Höfats- und Rauheckgruppe            |  |          |       |            |  |
| Großer Wilder, Nordgipfel           | 2.370   | DE / Bayern                       | Hochvogel- und Rosszahngruppe        |  |          |       |            |  |
| Südliche Balkenspitze               | 2.324   | DE / Bayern + AT / Tirol          | Hochvogel- und Rosszahngruppe        |  |          |       |            |  |
| Mittlere Balkenspitze               | 2.315   | DE / Bayern + AT / Tirol          | Hochvogel- und Rosszahngruppe        |  |          |       |            |  |
| Helleck                             | 2.268   |                                   |                                      |  |          |       |            |  |
| Schwarze Milz                       | 2.262   |                                   |                                      |  |          |       |            |  |
| Höfats, Nordwestgipfel              | 2.257   | DE / Bayern                       | Höfats- und Rauheckgruppe            |  |          |       |            |  |
| Fuchskarspitze, Nordgipfel          | 2.254   | DE / Bayern + AT / Tirol          | Hochvogel- und Rosszahngruppe        |  |          |       |            |  |
| Nördliche Balkenspitze              | 2.242   |                                   |                                      |  |          |       |            |  |
| Wildengundkopf                      | 2.238   | DE / Bayern                       |                                      |  |          |       |            |  |
| Schnatterbachkopf                   | 2.220   |                                   |                                      |  |          |       |            |  |
| Saubuckelkopf                       | 2.215   |                                   |                                      |  |          |       |            |  |
| Geißeck                             | 2.212   |                                   |                                      |  |          |       |            |  |
| Am hohen Gehren                     | 2.192   |                                   |                                      |  |          |       |            |  |
| Sechszinkenspitze                   | 2.191   | DE / Bayern + AT / Vorarlberg     |                                      |  |          |       |            |  |
| Lärchwand                           | 2.187   | DE / Bayern + AT / Tirol          | Rauhhornzug                          |  |          |       |            |  |
| Mindelheimer Köpfl                  | 2.180   | DE / Bayern + AT / Vorarlberg     |                                      |  |          |       |            |  |
| Rotnase                             | 2.171   |                                   |                                      |  |          |       |            |  |
| Wiedemerkopf                        | 2.163   | DE / Bayern                       |                                      |  |          |       |            |  |
| Balkenscharte                       | 2.163   |                                   |                                      |  |          |       |            |  |
| Geißfuß                             | 2.161   |                                   |                                      |  |          |       |            |  |
| Karlespitze                         | 2.152   |                                   |                                      |  |          |       |            |  |
| Himmeleck                           | 2.151   | DE / Bayern                       |                                      |  |          |       |            |  |
| Weißer Schrofen                     | 2.145   |                                   |                                      |  |          |       |            |  |
| Wildengundkopf                      | 2.138   |                                   |                                      |  |          |       |            |  |
| Feuchtkogel                         | 2.130   |                                   |                                      |  |          |       |            |  |
| Schöss                              | 2.122   |                                   |                                      |  |          |       |            |  |
| Auf der Mutte                       | 2.110   |                                   |                                      |  |          |       |            |  |
| Alpkopf                             | 2.102   | DE / Bayern                       |                                      |  |          |       |            |  |
| Klupperkartur                       | 2.100   |                                   |                                      |  |          |       |            |  |
| Falken (Pfannenhölzer)              | 2.090   |                                   |                                      |  |          |       |            |  |
| Luchsköpfe, Westvorbau              | 2.089   |                                   |                                      |  |          |       |            |  |
| Fürschießer, Vorgipfel              | 2.088   | DE / Bayern                       | Hornbachkette                        |  |          |       |            |  |
| Salober                             | 2.088   | DE / Bayern                       |                                      |  |          |       |            |  |
| Haldenspitze                        | 2.084   |                                   |                                      |  |          |       |            |  |
| Gänsfüßl                            | 2.074   |                                   |                                      |  | Hochkopf | 2.073 | AT / Tirol |  |
| Höfergrat                           | 2.069   |                                   |                                      |  |          |       |            |  |
| Gundkopf                            | 2.062   | DE / Bayern                       |                                      |  |          |       |            |  |
| Schäfer (Kleiner Gimpel)            | 2.060   |                                   |                                      |  |          |       |            |  |
| Hielesköpfe                         | 2.055   | DE / Bayern                       |                                      |  |          |       |            |  |
| Schönanger                          | 2.047   |                                   |                                      |  |          |       |            |  |
| Hintere Üntschenspitze              | 2.046   | AT / Vorarlberg                   |                                      |  |          |       |            |  |
| Seichereck                          | 2.044   | DE / Bayern                       |                                      |  |          |       |            |  |
| Glatteck                            | 2.031   |                                   |                                      |  |          |       |            |  |
| Gemstelkoblach                      | 2.019   |                                   |                                      |  |          |       |            |  |
| Gieseler Wand                       | 2.017   | DE / Bayern                       |                                      |  |          |       |            |  |
| Untere Schießmauer                  | 2.005   |                                   |                                      |  |          |       |            |  |
| Haldenwanger Kopf                   | 2.002   | DE / Bayern + AT / Vorarlberg     | Südöstliche Walsertaler Berge        |  |          |       |            |  |
| Welsleskopf                         | 1.998   |                                   |                                      |  |          |       |            |  |
| Zeiger                              | 1.995   | DE / Bayern                       | Daumengruppe                         |  |          |       |            |  |
| Walmendinger Horn                   | 1.990   | AT / Vorarlberg                   | Nordwestliche Walsertaler Berge      |  |          |       |            |  |
| Kirchendach                         | 1.991   | DE / Bayern + AT / Tirol          | Rauhhornzug                          |  |          |       |            |  |
| Nagelskopf                          | 1.968   |                                   |                                      |  |          |       |            |  |
| Blässe                              | 1.961   | AT / Tirol                        | Vilsalpseeberge                      |  |          |       |            |  |
| Falkenberg                          | 1.953   |                                   |                                      |  |          |       |            |  |
| Hundskopf                           | 1.950   |                                   |                                      |  |          |       |            |  |
| Giebel                              | 1.949   | DE / Bayern                       |                                      |  |          |       |            |  |
| Kleine Schlicke                     | 1.948   |                                   |                                      |  |          |       |            |  |
| Zerrerköpfle                        | 1.945   | DE / Bayern + AT / Tirol          | Rauhhornzug                          |  |          |       |            |  |
| Hüttenkopf                          | 1.942   | DE / Bayern                       |                                      |  |          |       |            |  |
| Kopf                                | 1.941   |                                   |                                      |  |          |       |            |  |
| Gilmenkopf                          | 1.940   |                                   |                                      |  |          |       |            |  |
| Haldenwanger Egg                    | 1.931   |                                   |                                      |  |          |       |            |  |
| Torkopf                             | 1.930   | DE / Bayern                       |                                      |  |          |       |            |  |
| Auf der Kirche                      | 1.921   |                                   |                                      |  |          |       |            |  |
| Hirscheck                           | 1.919   |                                   |                                      |  |          |       |            |  |
| Kuhgehrenspitze                     | 1.913   |                                   |                                      |  |          |       |            |  |
| Mädelekopf                          | 1.909   | DE / Bayern                       |                                      |  |          |       |            |  |
| Hahneköpfle                         | 1.903   |                                   |                                      |  |          |       |            |  |
| Einödsberg Egg                      | 1.900   |                                   |                                      |  |          |       |            |  |
| Gernkopf                            | 1.896   |                                   |                                      |  |          |       |            |  |
| Krummenstein                        | 1.890   |                                   |                                      |  |          |       |            |  |
| Höfatsmannl                         | 1.890   |                                   |                                      |  |          |       |            |  |
| Kühgundspitze/Wannenjoch            | 1.890   | DE / Bayern + AT / Tirol          | Rauhhornzug                          |  |          |       |            |  |
| Breitenberg                         | 1.887   |                                   |                                      |  |          |       |            |  |
| Vorderer Häselgehrberg              | 1.879   |                                   |                                      |  |          |       |            |  |
| Auf dem Falken                      | 1.878   |                                   |                                      |  |          |       |            |  |
| Schloßwand                          | 1.876   |                                   |                                      |  |          |       |            |  |
| Feuersteinkogel                     | 1.875   |                                   |                                      |  |          |       |            |  |
| Geierköpfl                          | 1.872   |                                   |                                      |  |          |       |            |  |
| Zirleseck                           | 1.872   |                                   |                                      |  |          |       |            |  |
| Karköpfl                            | 1.871   |                                   |                                      |  |          |       |            |  |
| Sattelebene                         | 1.852   |                                   |                                      |  |          |       |            |  |
| Durrenspitzen                       | 1.850   |                                   |                                      |  |          |       |            |  |
| Wannenkopf                          | 1.838   |                                   |                                      |  |          |       |            |  |
| Luchsköpfe                          | 1.835   |                                   |                                      |  |          |       |            |  |
| Mitteleck                           | 1.840   |                                   |                                      |  |          |       |            |  |
| Wannenberg                          | 1.829   |                                   |                                      |  |          |       |            |  |
| Kanzfünfe                           | 1.827   |                                   |                                      |  |          |       |            |  |
| Signalkopf                          | 1.816   |                                   |                                      |  |          |       |            |  |
| Lachekopf                           | 1.815   |                                   |                                      |  |          |       |            |  |
| Schäferkopf                         | 1.809   |                                   |                                      |  |          |       |            |  |
| Obere Alter Taja                    | 1.808   |                                   |                                      |  |          |       |            |  |
| Ober Schrattenberg                  | 1.806   |                                   |                                      |  |          |       |            |  |
| Bernhardseck                        | 1.802   |                                   |                                      |  |          |       |            |  |
| Luskopf                             | 1.796   |                                   |                                      |  |          |       |            |  |
| Auf dem Falken                      | 1.787   |                                   |                                      |  |          |       |            |  |
| Gundenspitzen                       | 1.785   |                                   |                                      |  |          |       |            |  |
| Habaum                              | 1.778   | DE / Bayern                       |                                      |  |          |       |            |  |
| Balleneck                           | 1.775   |                                   |                                      |  |          |       |            |  |
| Jochgruben                          | 1.768   |                                   |                                      |  |          |       |            |  |
| Zahmes Mädele                       | 1.766   |                                   |                                      |  |          |       |            |  |
| Känzele                             | 1.765   | DE / Bayern                       |                                      |  |          |       |            |  |
| Rindalphorn, Vorgipfel              | 1.764   |                                   |                                      |  |          |       |            |  |
| Hohlskopf                           | 1.761   |                                   |                                      |  |          |       |            |  |
| Kirchl                              | 1.761   |                                   |                                      |  |          |       |            |  |
| Hornbergle                          | 1.757   |                                   |                                      |  |          |       |            |  |
| Seebenkopf                          | 1.750   |                                   |                                      |  |          |       |            |  |
| Kitznase                            | 1.745   |                                   |                                      |  |          |       |            |  |
| Lechtaler Faule Wand                | 1.744   |                                   |                                      |  |          |       |            |  |
| Schlagstein                         | 1.740   |                                   |                                      |  |          |       |            |  |
| Löcherigschrofen                    | 1.728   |                                   |                                      |  |          |       |            |  |
| Wannenkopf                          | 1.722   | DE / Bayern                       |                                      |  |          |       |            |  |
| Wasenkopf                           | 1.719   |                                   |                                      |  |          |       |            |  |
| Hinterer Sumpfkopf                  | 1.718   |                                   |                                      |  |          |       |            |  |
| Söllereck                           | 1.706   | DE / Bayern + AT / Kleinwalsertal |                                      |  |          |       |            |  |
| Kühgundrücken                       | 1.705   |                                   |                                      |  |          |       |            |  |
| Mährenhöhe                          | 1.703   |                                   |                                      |  |          |       |            |  |
| Schafberg                           | 1.699   |                                   |                                      |  |          |       |            |  |
| Hüttenkopf                          | 1.698   |                                   |                                      |  |          |       |            |  |
| An den Schlägen                     | 1.693   |                                   |                                      |  |          |       |            |  |
| Bullerschkopf                       | 1.692   |                                   |                                      |  |          |       |            |  |
| Bolgen                              | 1.686   |                                   |                                      |  |          |       |            |  |
| Söller                              | 1.684   |                                   |                                      |  |          |       |            |  |
| Vorderer Sumpfkopf                  | 1.683   |                                   |                                      |  |          |       |            |  |
| Vorderer Bärenkopf                  | 1.682   |                                   |                                      |  |          |       |            |  |
| Mittagspitze                        | 1.682   | DE / Bayern                       |                                      |  |          |       |            |  |
| Bienenköpfle                        | 1.681   |                                   |                                      |  |          |       |            |  |
| Auf dem Jöchl                       | 1.681   |                                   |                                      |  |          |       |            |  |
| Salzbühel                           | 1.677   |                                   |                                      |  |          |       |            |  |
| Grubachsbühel                       | 1.674   |                                   |                                      |  |          |       |            |  |
| Lachekopf                           | 1.668   |                                   |                                      |  |          |       |            |  |
| Steineberg                          | 1.660   |                                   |                                      |  |          |       |            |  |
| Hohkopf                             | 1.658   |                                   |                                      |  |          |       |            |  |
| Besler, Mittelgipfel                | 1.655   | DE / Bayern                       | Allgäuer Voralpen westlich der Iller |  |          |       |            |  |
| Bischofsmann                        | 1.653   |                                   |                                      |  |          |       |            |  |
| Musauer Berg                        | 1.648   |                                   |                                      |  |          |       |            |  |
| Grauenstein                         | 1.641   |                                   |                                      |  |          |       |            |  |
| Auf dem Stützl                      | 1.622   |                                   |                                      |  |          |       |            |  |
| Oberer Griesgrund                   | 1.622   |                                   |                                      |  |          |       |            |  |
| Bärenköpfle                         | 1.608   |                                   |                                      |  |          |       |            |  |
| Älpelekopf                          | 1.606   | DE / Bayern                       |                                      |  |          |       |            |  |
| Besler, Westgipfel                  | 1.602   | DE / Bayern                       | Allgäuer Voralpen westlich der Iller |  |          |       |            |  |
| Traufberg                           | 1.601   |                                   |                                      |  |          |       |            |  |
| Alter Taja, Untere                  | 1.595   |                                   |                                      |  |          |       |            |  |
| Drusenkopf                          | 1.592   |                                   |                                      |  |          |       |            |  |
| Eckscheid                           | 1.589   |                                   |                                      |  |          |       |            |  |
| Dürrenberg                          | 1.587   |                                   |                                      |  |          |       |            |  |
| Spitzstein                          | 1.574   |                                   |                                      |  |          |       |            |  |
| Ober Bundele                        | 1.573   |                                   |                                      |  |          |       |            |  |
| Kleiner Ochsenkopf                  | 1.571   |                                   |                                      |  |          |       |            |  |
| Kirche                              | 1.570   |                                   |                                      |  |          |       |            |  |
| Straußberg                          | 1.564   |                                   |                                      |  |          |       |            |  |
| Vorderer Riffenkopf                 | 1.563   | DE / Bayern                       |                                      |  |          |       |            |  |
| Wiedhag                             | 1.557   |                                   |                                      |  |          |       |            |  |
| Hörnlein                            | 1.545   |                                   |                                      |  |          |       |            |  |
| Im Schwand                          | 1.520   |                                   |                                      |  |          |       |            |  |
| Eggen                               | 1.517   |                                   |                                      |  |          |       |            |  |
| Tiefenbacher Eck                    | 1.517   |                                   |                                      |  |          |       |            |  |
| Vorderes Ächsele                    | 1.515   |                                   |                                      |  |          |       |            |  |
| Scheidbühel                         | 1.511   |                                   |                                      |  |          |       |            |  |
| Katzenköpfe                         | 1.503   |                                   |                                      |  |          |       |            |  |
| Gernköpfle                          | 1.500   |                                   |                                      |  |          |       |            |  |
| Kreuzelspitz oder Burgberger Hörnle | 1.497   |                                   |                                      |  |          |       |            |  |
| Feuerkopf                           | 1.494   |                                   |                                      |  |          |       |            |  |
| Eckhalde                            | 1.491   | DE / Bayern                       | Allgäuer Voralpen westlich der Iller |  |          |       |            |  |
| Pfauenschwanz                       | 1.490   |                                   |                                      |  |          |       |            |  |
| Palmenberg                          | 1.470   |                                   |                                      |  |          |       |            |  |
| Riesenkopf                          | 1.470   |                                   |                                      |  |          |       |            |  |
| Rossbichel                          | 1.467   |                                   |                                      |  |          |       |            |  |
| Vorderer Kackenkopf                 | 1.463   |                                   |                                      |  |          |       |            |  |
| Geichtberg                          | 1.456   |                                   |                                      |  |          |       |            |  |
| Pfeifferberg                        | 1.448   |                                   |                                      |  |          |       |            |  |
| Roter Stein                         | 1.447   |                                   |                                      |  |          |       |            |  |
| Gelbhansekopf                       | 1.440   |                                   |                                      |  |          |       |            |  |
| Mitteralpenkopf                     | 1.439   |                                   |                                      |  |          |       |            |  |
| Sattelkopf                          | 1.424   |                                   |                                      |  |          |       |            |  |
| Großes Kögele                       | 1.423   |                                   |                                      |  |          |       |            |  |
| Mittagspitz                         | 1.422   |                                   |                                      |  |          |       |            |  |
| Prodel                              | 1.400   | DE / Bayern                       | Allgäuer Voralpen westlich der Iller |  |          |       |            |  |
| Geißberg                            | 1.400   |                                   |                                      |  |          |       |            |  |
| Sulze                               | 1.393   |                                   |                                      |  |          |       |            |  |
| Seekopf                             | 1.390   |                                   |                                      |  |          |       |            |  |
| Schwartenberg                       | 1.386   |                                   |                                      |  |          |       |            |  |
| Rote Wand                           | 1.380   |                                   |                                      |  |          |       |            |  |
| Schwarzenberg                       | 1.360   |                                   |                                      |  |          |       |            |  |
| Blässleskopf                        | 1.353   |                                   |                                      |  |          |       |            |  |
| Glutschwendereck                    | 1.351   |                                   |                                      |  |          |       |            |  |
| Burgkopf                            | 1.345   |                                   |                                      |  |          |       |            |  |
| Auf dem Grat                        | 1.339   |                                   |                                      |  |          |       |            |  |
| Spitzlersberg                       | 1.336   |                                   |                                      |  |          |       |            |  |
| Schatthalde                         | 1.320   |                                   |                                      |  |          |       |            |  |
| Kleines Kögele                      | 1.311   |                                   |                                      |  |          |       |            |  |
| Kojen                               | 1.303   |                                   |                                      |  |          |       |            |  |
| Unterer Köhlersberg                 | 1.302   |                                   |                                      |  |          |       |            |  |
| Kapplerberg                         | 1.301   |                                   |                                      |  |          |       |            |  |
| Bratschrofen                        | 1.295   |                                   |                                      |  |          |       |            |  |
| Schupperköpfl                       | 1.293   |                                   |                                      |  |          |       |            |  |
| Ressermändleskopf                   | 1.280   |                                   |                                      |  |          |       |            |  |
| Bärenzipfl                          | 1.275   |                                   |                                      |  |          |       |            |  |
| Himmelschrofensatz                  | 1.250   |                                   |                                      |  |          |       |            |  |
| Brennboden                          | 1.222   |                                   |                                      |  |          |       |            |  |
| In der Licht                        | 1.214   |                                   |                                      |  |          |       |            |  |
| Krumbacher Berg                     | 1.210   |                                   |                                      |  |          |       |            |  |
| Hündleskopf                         | 1.199   |                                   |                                      |  |          |       |            |  |
| Rubach                              | 1.197   |                                   |                                      |  |          |       |            |  |
| Schwarze Wand                       | 1.185   |                                   |                                      |  |          |       |            |  |
| Baikelstein                         | 1.169   |                                   |                                      |  |          |       |            |  |
| Toserkopf                           | 1.161   |                                   |                                      |  |          |       |            |  |
| Achsel                              | 1.148   |                                   |                                      |  |          |       |            |  |
| Moosberg                            | 1.148   |                                   |                                      |  |          |       |            |  |
| Röfleuter Berg                      | 1.145   |                                   |                                      |  |          |       |            |  |
| Salober                             | 1.134   |                                   |                                      |  |          |       |            |  |
| Rauhenberg                          | 1.124   |                                   |                                      |  |          |       |            |  |
| Schrattenberg                       | 1.111   |                                   |                                      |  |          |       |            |  |
| Wolfsbühel                          | 1.079   |                                   |                                      |  |          |       |            |  |
| Auf den Schrofen                    | 1.072   |                                   |                                      |  |          |       |            |  |
| Vorderer Hüttenberg                 | 1.068   |                                   |                                      |  |          |       |            |  |
| Am Simmeler                         | 1.024   |                                   |                                      |  |          |       |            |  |
| Kahlenberg                          | 1.018   |                                   |                                      |  |          |       |            |  |
| Hüttenberger Eck                    | 1.007   |                                   |                                      |  |          |       |            |  |
| Spitzig Bühel                       | 1.006   |                                   |                                      |  |          |       |            |  |
| Schönhaldenkopf                     | 990     |                                   |                                      |  |          |       |            |  |
| Kühberg                             | 985     |                                   |                                      |  |          |       |            |  |
| Burgberg                            | 980     |                                   |                                      |  |          |       |            |  |
| Bärmbichel                          | 975     |                                   |                                      |  |          |       |            |  |
| Breitenberg                         | 959     |                                   |                                      |  |          |       |            |  |
| Dienersberg                         | 910     |                                   |                                      |  |          |       |            |  |
| Jauchenkopf                         | 909     |                                   |                                      |  |          |       |            |  |
| Hofmannsruhe                        | 905     |                                   |                                      |  |          |       |            |  |
| Burgberg                            | 892     |                                   |                                      |  |          |       |            |  |
| Wittelsbacher Höhe                  | 881     |                                   |                                      |  |          |       |            |  |
| Wohlfahrtsbichel                    | 871     |                                   |                                      |  |          |       |            |  |